# 中國環境史
中國環境史論述中國歷史上自然生態景觀（環境）的改變，及歷代中國人與其環境的互動關係:107、104。中國改造和利用自然的程度，在前現代世界幾乎無出其右:336；其改變環境的程度，很可能比世界上任何一個國家對環境的改變都大，基本理念是開發自然，為人所用:28。
中國歷史上生態環境整體的趨勢為持續惡化，其變遷速度越到後來越快，變遷最劇烈的是大片森林的消失，其次是草原的縮減與沙化，以及淡水湖泊面積縮減或完全湮沒:105。隨著中國人口增加，3000多年來的墾殖活動增加了耕地面積，卻大量破壞了森林，引起沙漠面積擴大和湖泊面積縮小，生態環境嚴重惡化:2；中國人清除森林和原始植被，將山坡變成梯田，把低谷開墾成農田，修堤築壩，叫河流改道，讓湖泊遷移，並為了經濟發展而破壞野獸的棲息地。經歷這番開發和改造後，到清代，可稱為「自然」的淨土所剩無幾:333。在20世紀，工業化與消費文化的崛起，加速了自然環境的變遷:1。
從春秋戰國起，早期中國官府會保護逐漸減少的森林資源，有時是為了加以壟斷。從唐代到清初，中國是地球上生態最有彈性且最富資源的國家，也是生態最多樣的政體:43-44。在唐代，林地日漸私有化；到宋代，在長江下游和西部部份地區木材開始短缺，人們開始造林。近300多年，中國出現森林危機:91。從18世紀起，木材在很多地區都嚴重短缺，包括嶺南地區；人們集中栽培速生樹種，有時甚至賣掉尚未成熟的樹木以圖利:90。人工造林在過去的一千年間，漸漸取代了中國南方大部份的天然森林:309。中國古代原有眾多湖泊，後來許多湖泊湮滅，從地面上消失，尚存者的湖面面積，也較以前大為縮小:89。
從明中葉起，由於人口激增，中國人對環境造成的總壓力跟著快速增加:73，明清兩代人口遽增的同時，土地資源短缺，普遍濫墾濫伐，使森林和湖水面積都不斷縮小，造成水土流失:49，生態環境惡化，導致歷史後期水災和旱災的增加:123。中國生態環境惡化最嚴重的時期，是清中葉乾隆、嘉慶兩朝（1736—1820），這一時期糧食的畝產量亦告下降:124。農業人口的增長，將多數生態景觀改造成農田，覓取野生資源的機會越來越少:318，農業生態系統比野生生態系統往往簡單得多，一般依靠少數幾種物種，容易受干旱、蟲害等災害的影響:304。精耕細作的農業所到之地，就是大象等野生動物退卻之處:89。

## 史前

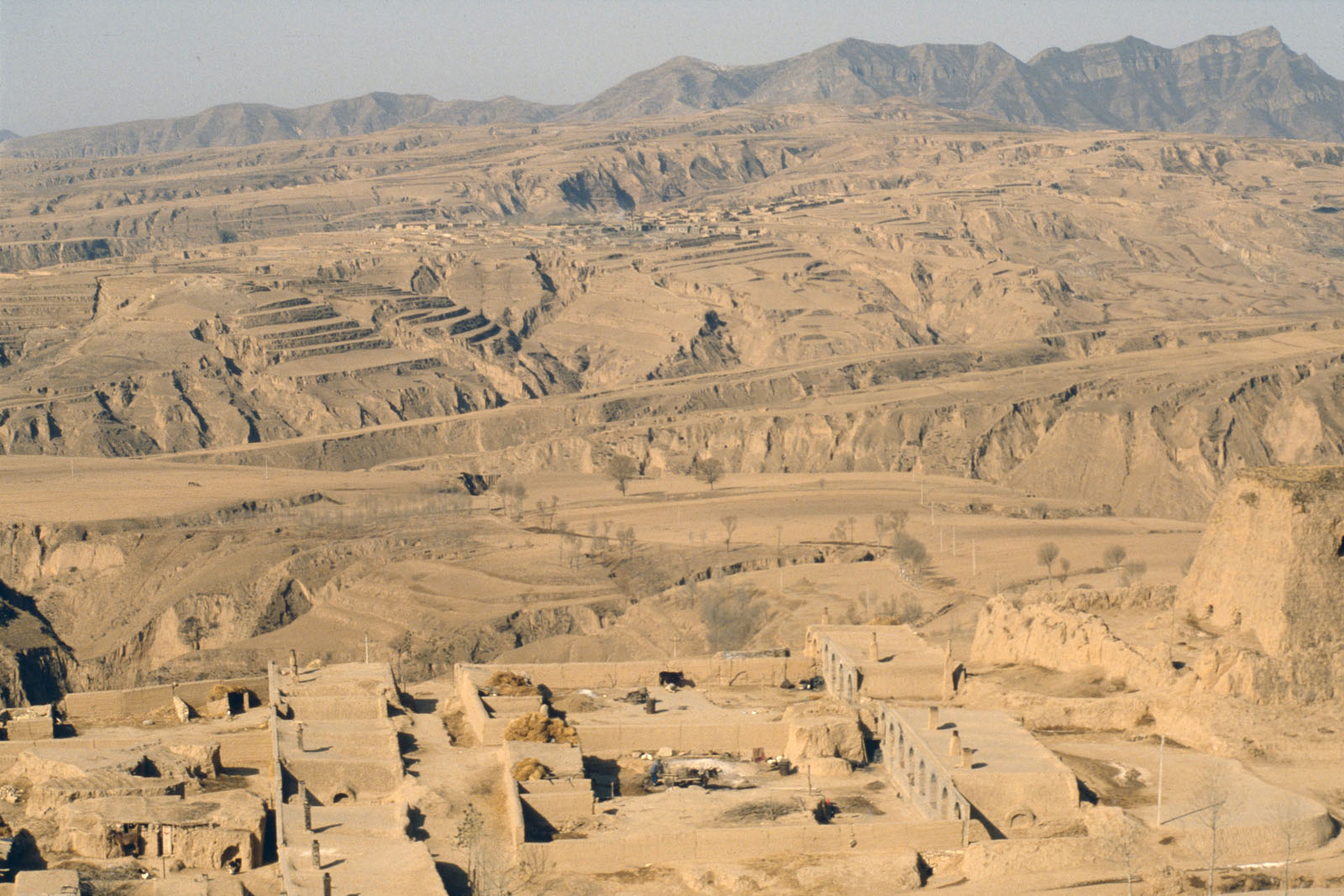
中國農業發源地黃土高原景象

農業發展前，人們為生計而狩獵，或從森林、草地或濕地中採集食物，對環境影響非常小。狩獵採集者也許會用火來清除森林中的矮樹叢以讓新草長出，吸引鹿群來覓食而更易於獵殺，但森林還是會保留下來。約一萬年前，隨著農業的擴張，森林開始讓位於農田:1、31。新石器時代早期，人們種植黍類，同時捕魚、狩獵和採集野生植物:50。在中國北方和南方，農業幾乎同時出現，南方種植的是一年生野生水稻，北方則是兩種稷。在8000至7000年前，稷的種植發原於黃土高原渭河流域的半乾旱稀樹草原:32、41、48，在農業生產之前，該區的原始植被是森林和草原，約有30%的土地是森林。黃土高原的黃土性質鬆軟，在農業發展的早期，農耕器具笨拙而不堅利，黃土最易於耕植，所以黃土高原成為人類早期發展農業的主要地區:34、32。在華中和華南，水稻沿者河塘湖岸或在淡水沼澤裏生長，在洞庭湖周邊，野生水稻尤其豐富，為新石器時代人們所採集。在公元前5000年，水稻種植已廣泛分佈於長江流域、臺灣和華南，定居式農業群落在中國中南部廣泛存在並確立下來:35-36。
公元前6000至前5000年，關中地區農民開始燒地以耕種，人們不會一直耕種同一塊土地，而是會在每一片土地上耕種幾年，然後拋荒數年再來燒地耕種。由於土地資源豐富，村民可以長期休耕，毋需給田地施肥:70、79。農業耕作隨著遷徙的人群先向北擴散，然後向東進入覆蓋森林的黃河流域和華北平原:48。雖然人口稀少，但人類已減少了平原上動物的多樣性。在關中以西森林覆蓋的山區，動物的多樣性顯然高於平原地區。大型魚類越來越少見，村民較多使用漁網而減少使用魚叉:72、84。人口日益增長，開始過度開發可以狩獵或採集的資源，迫使人們更加依賴穀物。隨著農業發展，人們學會種植更多植物，飼養和馴化更多動物:86、50。大約在公元前6000年前，野豬在黃河和長江流域被馴化為家豬:159。公元前5000—前3000年，即仰韶文化時期，黃河流域中部的人們開始大為依賴馴化的動植物，人們越來越依賴牛、羊、馬等馴化物種，可以開發此前難以利用的旱地:75、90。農人一開始焚草開荒，使用石鋤和石鍬翻開土地，隨著黃土高原農業日益發展:42、46，日益增加用火和耕作，導致水土流失:94，土壤侵蝕，增加了黃河攜帶的泥沙量，進而抬高了河床和河岸，導致華北平原的洪泛區範圍更加擴大:46。
定居農業需要清除森林以便開荒種地。農耕增加食物供給，人口因而增加，需要開墾更多土地。仰韶文化的人們逐漸發展出一套清除森林、開墾農田的方法，起初在村落附近的森林開辟一塊土地就夠了，但時間一長，隨著技術進步與人口增加的壓力，更多的森林遭毀滅。用石斧伐木太費時費力，放火焚燒森林則既不可控制，也相當危險，當時人們運用一種通過環剝樹皮來清除單棵樹木的方法，即從樹榦上剝掉一圈樹皮，阻此從根部吸取水分和養分向上輸送，讓樹木自然枯朽。這種方法可以精確清除指定數量的樹木:31、49。村民清理聚落周圍的大部份森林，以備柴火和耕種，濕地也在減少:80-81。在長江流域和黃土高原，兩個農業系統滋養了越來越多的人口，用來畜養牲畜的牧場越來越少。不過，新石器時代的農民始終沒有大範圍改變環境，到公元前2000年，中國北方村落的數量大概有1000個，村落一般只住有數百人，佔地不大:45、50，分散在各處，為野生動植物留下充足的空間:75。

## 商代

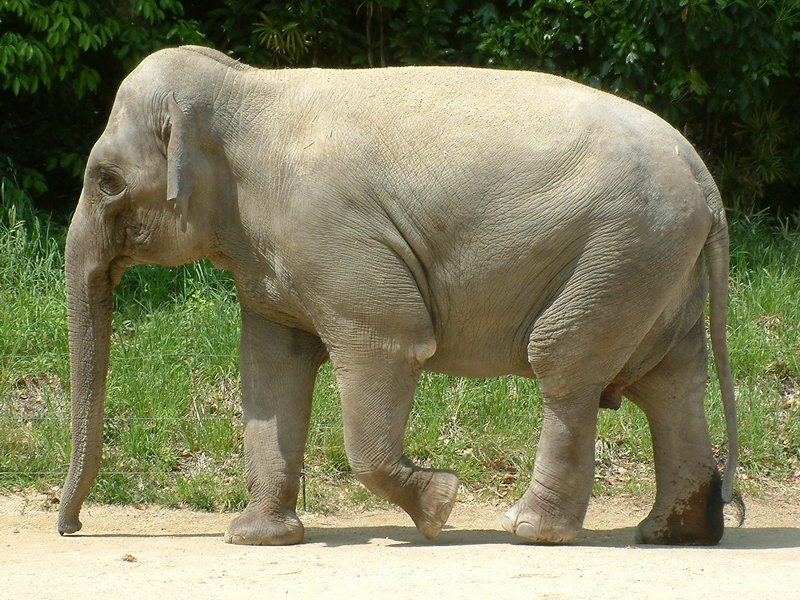
商代時生活於華北的亞洲象

商朝具有廣袤的領土和稠密的人口，聚落範圍西北部的邊界，與今天51（20英寸）降雨量的地區邊界一致。此雨量線以西以北的地區都是不適宜耕種的草原和沙漠。商文明所轄土地，從以橡樹為主的落葉闊葉林，向南一直延伸至混合了落葉林與亞熱帶森林的長江流域:56、62，主要農作物包括兩種稷、水稻和桑樹，開始將華北平原轉變為農田，但當時這裏仍有大片的森林來提供各種獵物:59-60，老虎、象和犀牛都生活在森林中。中國北方大部份仍是茂密的森林，只是中間有些小塊農田，當時約共有400—500萬人口居住在華北平原，糧食產量大概每畝一石，意味著中國方應有約10,000平方（4,000平方英里）至13,000平方（5,000平方英里）的橡樹森林被清除。被清除的土地通常會位於森林中間，以便於狩獵。至於安陽等大城市周圍鄉野的土地，基本都被清理用作農田:63-65。商朝人砍伐森林，方法是一棵一棵地清除，而非焚燒整片森林，以免引起危險和浪費燃料:66。甲骨文中也有焚林的記述，往往與狩獵相關。焚林可以清除天然植被，以便農耕；林火可以把野獸逐出森林，易於獵捕；焚林驅逐禽獸，耕種者獲得安全，作物也免受野獸踐踏:4。
商代人們建立了城池，並進入了青銅時代。鑄造青銅需焚燒大量木材用以開礦、冶煉和鑄造，大大影響周遭環境。當森林耗盡時，該座礦山也就被遺棄；銅和錫運抵都城的鑄造場後，需要更多木材來提煉:53、56。殷商中心位於洪水多發的平原與太行山之間排水相對良好的地區:131，都邑常遷徒不定，因為殷人是遊耕經濟，每隔若干年後地力減退，產量下降。當時人民沒有良好耕具，只能用火焚的灰燼做肥料，種植農作物，因為不用耜或犁翻耕土地，只利用地表一層的肥力，不出幾年地力耗盡，產量下降，農民不得不遷徙另闢新田，這是原始農業的長期休耕制:5-6。商朝在泰山西部及南部有巨大的圍獵場，商人不僅捕獲鹿、狐狸、狼和獾等溫順的獵物，也能追到大象、老虎和犀牛等大型野獸:35。在人口較稠密的河南低地，農田和家養食草動物逐漸佔據了大型哺乳動物的棲息地，人類的牧群逐漸取代了土生土長的動物群:138、98。家養畜群的擴大，減少了野生動物可用的土地，導致了原始牛和野馬的滅絕，也導致當地成為東亞第一個大型動物永久消失的地方:100、138。在公元前1000年晚期之前，大型野生哺乳動物從華北低地消失，只在周圍人口稀少的山區生存:169。

## 周代

### 西周

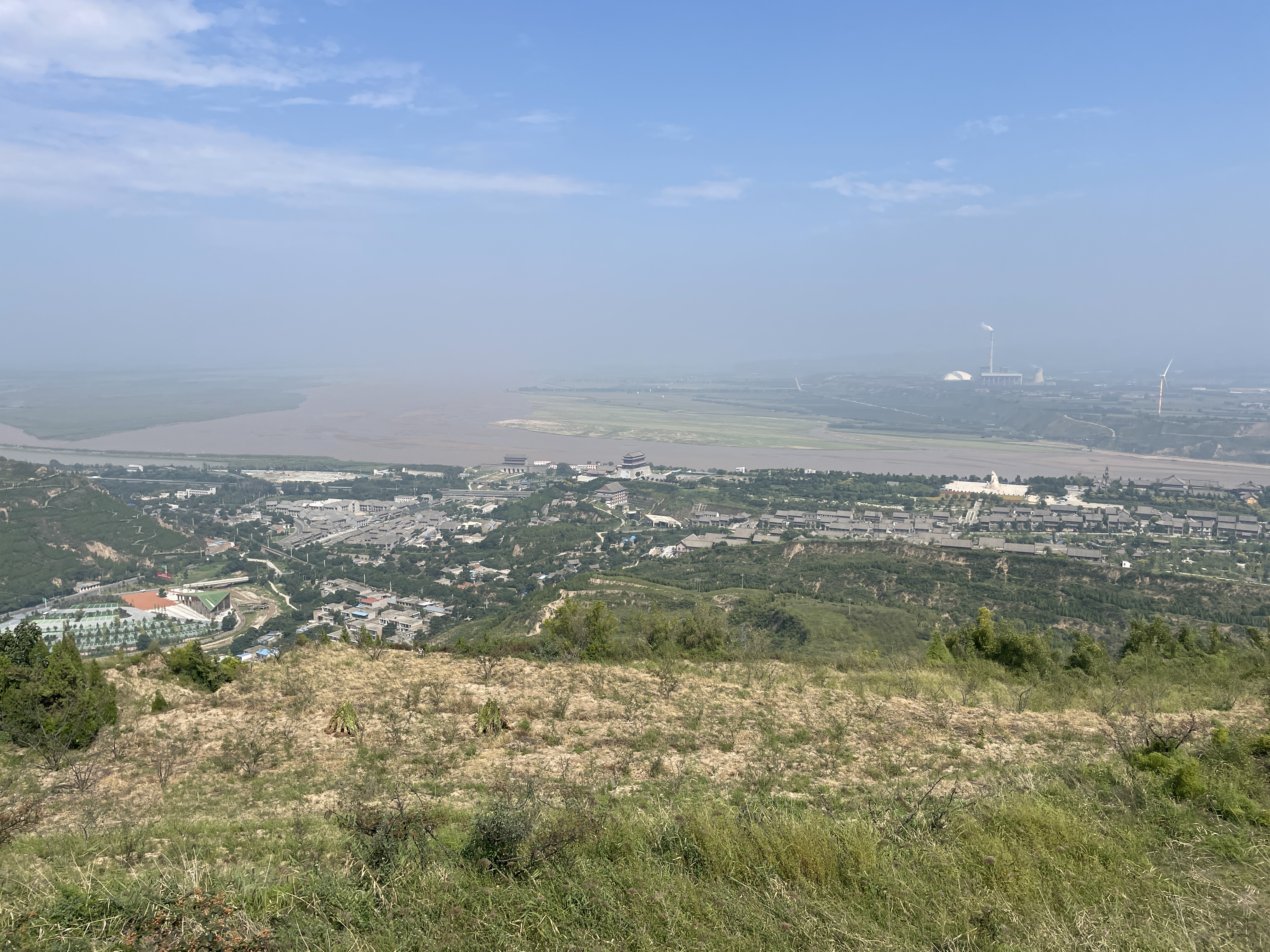
流經西周王畿的渭河今景

西周的核心區域位於渭河流域，這是中國旱地農業最先發展的地方。黃土易於耕作，可以年復一年地種植:84。周人農業逐漸進步，不再遷地長期休耕，而在原耕地短期輪流休耕，多用三年一循環的休耕制，休耕二年，田中任由野草雜木生長，然後用火焚燒田中的次生植被，利用其灰燼為肥料，來年耕種，開始下一循環。這時所焚之林絕大部份是平地的而不是山區的森林:7。渭河為周人提供新鮮水源，而建造房屋和取暖用的木材則可以從南面的秦嶺得到。封建制度下，在受封的土地上周人清除森林開辟農田:84-85，以城邑為中心點，一層一層地放火焚燒林地，按人口需要擴展農田，農耕帶外圍則任由其生長野草及次生灌木，作為牧區， 最外圍則是未燒到的林地，留作防衛林及轄區的邊界線:7。周人同時把黃土高原上的遊牧民從草原驅趕出去，在那裏開墾和耕種，當耕地不足時，砍伐丘陵地帶的森林:84-85。
在周朝初期，華北平原以至渭河流域仍有大片未開墾的土地，清除森林的範圍，從華北平原上商朝的核心地帶向東、東北和西北擴展。在東面的黃河沖積平原地勢平坦，森林茂密，由於黃河會定期泛濫，這裏原本不適合於務農和建造城池，城池只能建在河道南北的高地上。周人用石犁或木犁來開墾土地，拉動石犁出於人力或牛隻。黃土地極易受侵蝕，周人會在農田上起壟以減少土壤侵蝕:85-86。周人並不敬畏森林，也沒有致力於保護森林:52。隨著黃土高原上森林和草原的消失，泥沙流失量增多，黃河逐漸變成黃色:85。周人並漸漸發展出一種思想，認為人類應主宰和控制自然，正確的自然秩序應由人類來主宰環境，野生動物則應被驅趕。在公元前1000年左右，象的活動範圍已不再遍佈中國，而是向南退到了淮河流域:87-88、73。

### 春秋時代
早期封建制度下，封國佔有一定的領土，其餘的土地則不歸任何人管轄:173，山林川澤原是公共開放的空間:51。到東周，隨著國家控制範圍擴張，政府任命官員對偏遠地區的資源開發活動徵稅:173，為了富國強兵而獨佔山林川澤，設置關稅:51。春秋時代，土地是統治者所有，在封建制度下，諸侯國中的名山大澤歸天子所有。山林川澤資源的利用，有時間的限制而無使用者的限制，山林川澤之利是統治者與人民共有的，但使用必須在一定的時間:16-17。各諸侯國很重視山林保護，有嚴格的林政法規，而且因地多人少，人民破壞山林的動機並不強烈:20。春秋時代中期之後，君主把山林澤藪變成家產，向使用山澤資源的人徵稅:487，入山採伐林木的人要向政府納稅，等於寓禁於徵。林政法令是防止濫伐，山林開放採伐有季節性。逾期入山採伐，或是斬伐不該斬伐的樹木，稱為「竊木」，要受處罰。有的山林是完全封禁的，違令者刑罰更重:20-21。南方楚國的森林比中原諸侯的多。在公元前6世紀，在今山東東北部沿海地區，森林已很稀罕了:56、51-52。公元前500年左右，鐵器開始出現，很快用於農業和製造鐵犁，而最初使用鐵器農具的是吳國:89、91。

### 戰國時代

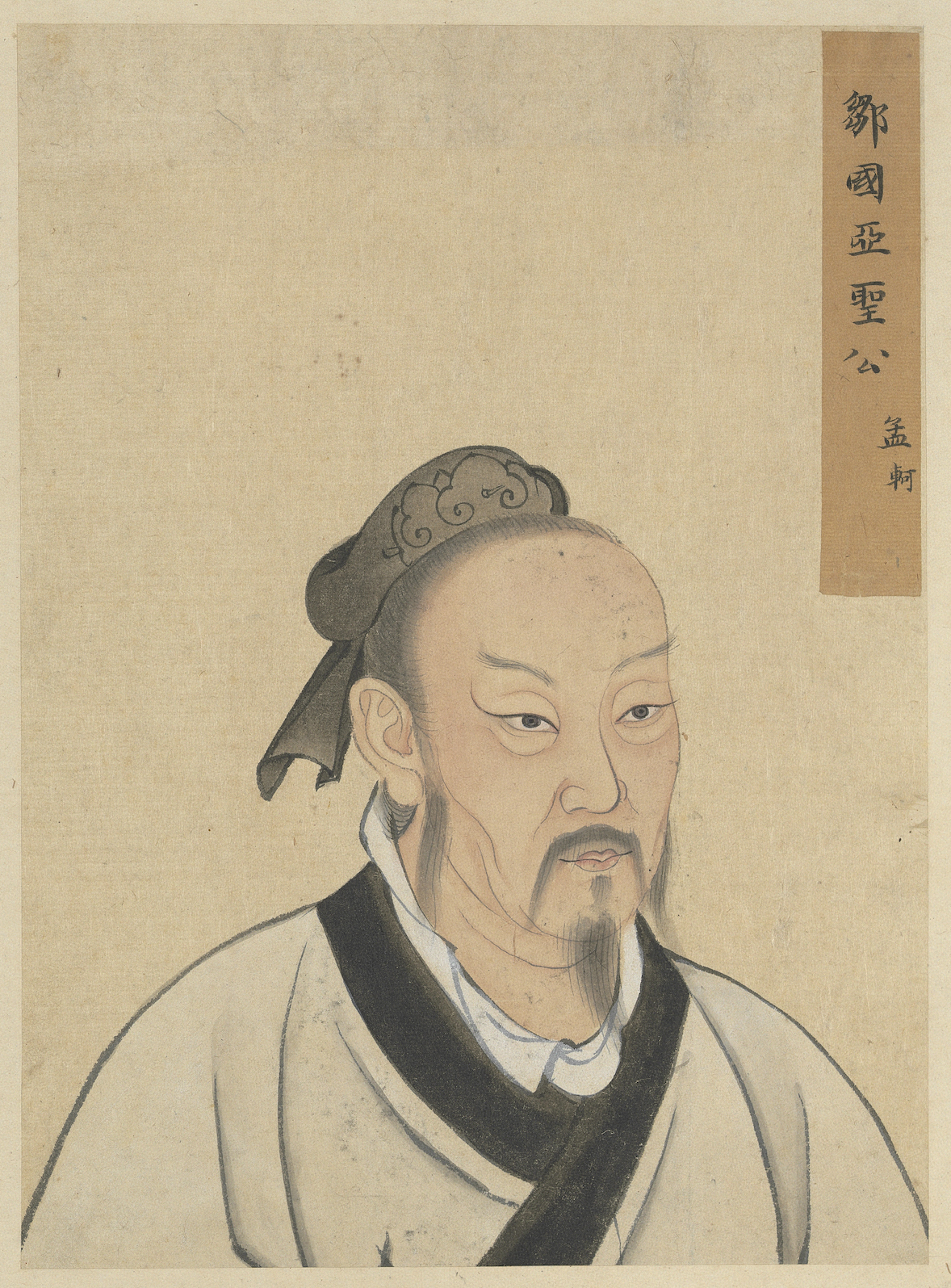
指出牛山濯濯的孟子

到公元前4世紀，冶鐵技術已在長江流域廣泛傳播，北方諸侯隨之亦開始大量製造鐵器。冶鐵場需要木材燒成木炭，供給熔爐熔煉礦石，木材相對於礦石而言更為稀缺，大範圍的森林砍伐和環境破壞相當常見:91-92、89。在人口稠密的地區，各城邑的外圍林地已全部消失，各諸侯轄區農田彼此接壤。因過度砍伐木材，大國國都附近出現濯濯牛山:7。約前300年時，人們已經徹底改變華北的土地，孟子曾批評對牛山森林的採伐。為了增加收入，各國君主紛紛開辟荒地與森林為農田以招募農人，吸引移民，擴大農業人口的規模:8、90。在戰國時代，挖掘灌溉河渠是常見的做法，如秦國建造鄭國渠，從涇河注入洛河，長126公里，引水灌溉和沖刷淡化涇洛之間的鹽碱地，使荒蕪之地變成良田:234-235，完成了關中地區的農業墾殖。戰國時期諸國爭相控制森林、濕地和礦產，任用官吏管理和徵稅，以此增強國力:242、288。商鞅變法使山林川澤之利成為國君所專有，設有掌理山林川澤稅的官員:18。國家佔據了曾是共有資源的森林池沼，對領土內自然生態的控制遠超以往:301。
關中盆地東部由於農業擴張，水土流失開始加劇。在華北平原人口稠密的地區，農耕區裏的牧場越來越少，人口擠佔了牛、羊等食草家畜的生存空間，只留下狗、豬和雞之類可以生活在人類居住地的動物:105、193。周人開發河道沿岸和排水不暢處的濕地，使麋鹿和獐這兩種在濕地棲息的動物最終從黃河流域消失。隨著耕地的開發，低地上的鹿群越來越少，其他大部份土地被用來放牧牛、綿羊和山羊:113-114。到了戰國末期，華北低地的大型野生動物已所剩無幾，原始牛、野馬和野生水牛最終都滅絕了。從此華北低地的大型動物僅見於國君的苑囿:119、242。北部的秦、趙、燕三國向北方拓展領土，佔領了北方的半乾旱農牧區，然後向遊牧區進一步推進:204，將遊牧民族趕出牧場，並築起長城防御他們的攻擊。中原國家需要草原上的資源，尤其是騎兵所需的馬匹和放牧用的草場。面對中原的進犯，匈奴結成聯盟加以反擊:96-98。
戰國時代人們逐漸認識到，自然的恩惠不是無止境的，需要適時維護以防止耗盡資源與食物。孟子著重土地管理，認為應實施保持水土的措施，主張王室和富人應過一種有節制的生活，以免耗盡資源。約在公元前250年編成的《管子》指出自然資源是有限的，成功的國君應嚴格規限資源開發，以免枯竭。不過出於戰爭的壓力，保護資源的政策在各國難得成功:127、125、93。

## 秦漢

### 中原

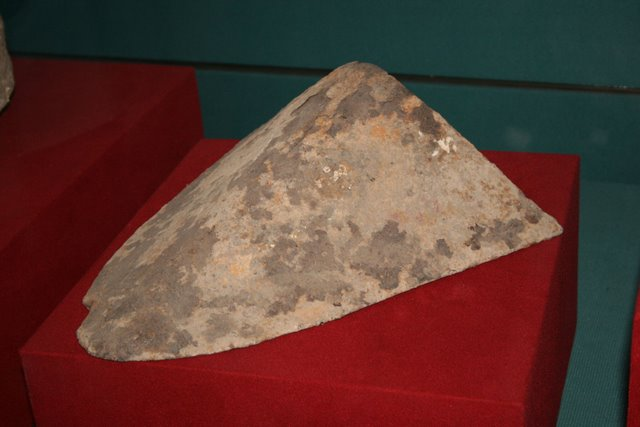
漢代的鐵犁遺物

秦漢所創立的農業帝國模式，成為隨後兩千年中絕大部份中國王朝組建國家的方式。秦朝政府工程浩大，為了供應修建咸陽宮殿和長城所需的木材，內蒙古高原和附近山中的森林都遭到破壞:74、100，秦朝並開發南方的森林:58，使用刑徒來採伐漢江流域上游的森林:292。秦漢政府修建道路，將整個帝國聯結在一起，促進了南部、西南部和西北部的農業發展，越來越多的環境為人類所改變。漢代華北平原農業增產，人口顯著增長，公元2年全國人口達到6千萬，自然的生態系統被農業生態系統所取代:107、110、112。漢代人們知道犁耕翻土及糞田施肥，不需休耕來恢復地方，刀耕火種的粗放耕作制度幾乎完全絕跡:9。農田的擴張摧毀了華北平原上的大片森林，到漢朝中期，華北平原的森林基本已砍伐殆盡，唯有太行山和秦嶺還維持森林覆蓋的面貌。山東半島上曾被森林覆蓋的山丘，已種遍了果樹等經濟林木:99、111-112。從前中國北方多元化的人居與自然環境，這時已變得單一化了。煉鐵場持續破壞森林，在西漢，曾有煉鐵場因伐盡了附近山坡上的樹木，以致山體垮塌，掩埋了百多人:132、92。
秦國國家壟斷山林經營，統一六國後，下令全國「無伐草木」:22，訂有限制胡亂開採自然資源的法律，以保護帝國的資源得以再生:56。秦朝有負責管理森林池沼的官吏，他們應對火災、非法伐木，以及對野生動物的濫捕。國家逐漸控制了山區，對種樹造林進行監管和課稅:290、308-309。法令上山澤國有，不允許人民長期佔有，農業不必向山區發展:16，一般農民不能自由進入山澤林藪。秦漢政府也訂立法例禁止人民在指定的月份伐木，統治者還劃分出全年都禁止砍伐木材和侵入的苑囿，當中最大的當數長安南邊的上林苑:501、494。西漢鹽鐵專賣之後，山林川澤的禁令更加嚴格，但仍定時開放人民採伐，特殊情況下政府也會臨時短期弛禁:22。秦始皇在咸陽城旁邊有個巨大的皇家獵苑，而漢武帝則在與長安城相連的地方修建了範圍更大的上林苑，這些獵苑類似自然保護區，裏面有山有水，有野生動物、珍稀植物與宮殿。人們意識到無節制的採收對野生食物帶來的惡果。秦漢政府也有保護環境的措施，制定名為「月令」的法律，當中規定不要使池塘乾涸和不要焚燒山林，但人們並無嚴格遵守，認為農業發展遠比保護環境更為重要:118、127。

### 西北
為了攻擊匈奴，漢武帝動員了超過1250萬人，摧毀了匈奴和五個中亞王國，漢軍士兵推進到中亞內陸和戈壁沙漠的邊緣。中原原本沒有多少可用於畜養動物的牧場，漢武帝為了建立騎兵，在西部和北部邊境建立了36個牧場，約3萬名奴隸派遣到這些牧場負責養馬。為了徹底解決匈奴問題，武帝要將佔領的匈奴土地從草地變為農田，由漢人耕種和定居。多達百萬的漢人從華北平原遷到河西走廊，並由此拓展到塔里木盆地。拓殖和草原環境改造計劃相當仔細:101、103：首先建成軍事瞭望塔，隨後在水源和可耕地的附近，選址修建駐防市鎮，由軍民將當地開墾成農田，然後建造房屋，配備家具和農具，安置遷移來的漢人，並開始耕作。隨著拓殖和屯田計劃的進行，軍事統治讓位於文官管理，整個地區併入漢朝版圖。漢武帝在河西一面以軍隊屯駐，一面移民實邊，設置河西四郡及35縣，當地人口大增:11。
漢武帝經營河西和屯田政策，加速了河西地理生態環境的惡化:11。在漢代早期，甘肅走廊畜牧業昌盛，有廣大的草地，沙漠很小:389，河西走廊內大部份原是草原綠州，水草豐盛，祁連山上有廣大的森林。而屯田區位於沙漠邊緣，森林本已稀少，屯田活動沒有擴植防風林，而是先砍除樹木。有時上游屯田區大量用水，影響下游水源洪給，以致河流改道，原有綠洲荒蕪消失，終於變作沙漠。如高台縣的駱駝城和安西的鎖陽城，都受河流人為改道的危害，土地逐漸沙化。沙漠邊緣的野草植被原是天然阻滯風沙的屏障，農作物則株與株之間留有大量空隙，難以阻滯風沙，加上農作物在秋季收割，一年中約有一半時間地面完全裸露，而冬季正是風沙最盛之時，屯區農田無任何植被來阻滯風沙，導致沙漠內移。更不幸的是，漢朝國力衰弱時停止了移民實邊的政策，人民自屯墾區撤走，舊有的屯墾區變成大面積的拋荒，地面長期裸露，連農作物對風沙的微弱阻滯也沒有，勁風便挾帶大量沙粒長驅直入，侵向內地，沙漠便逐年擴大:41、12，被犁開的草地開始風蝕和沙漠化，帶來持久的環境破壞和種群滅絕。農田沒有漢人的維護和水源時，曾經是草原的地方就會變成荒漠，而不會自行回復為草原。在塔里木盆地，漢人開發了綠州而非草場，長遠來看這種方式更具有可持續性:104-105。

### 治河

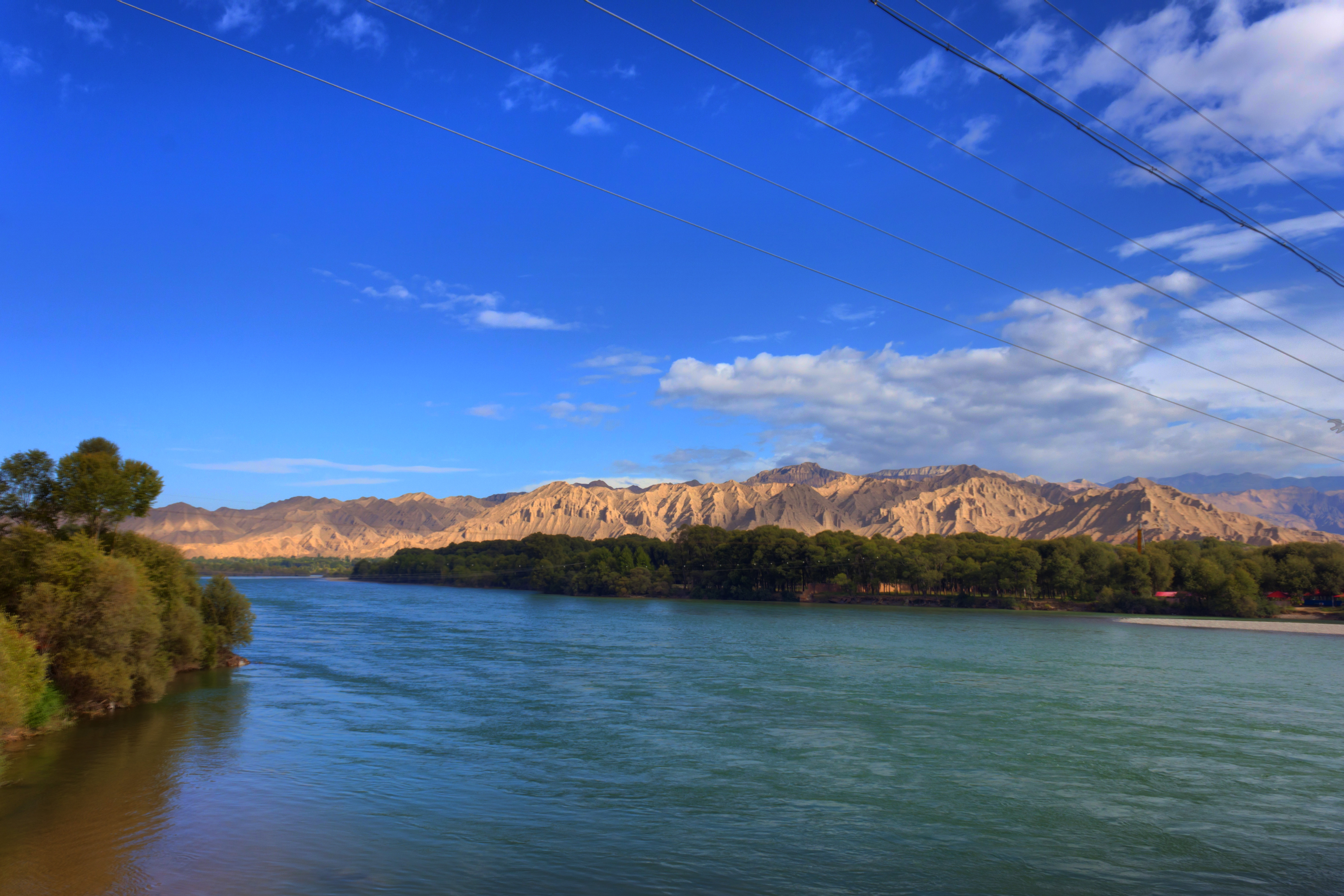
青海省黃河上游河段

西漢時為發展農業，清除覆蓋黃河中游沿岸的草地；為滿足都城對木材的需求，黃河上游的溫帶森林被砍伐，結果土壤侵蝕:27。黃河流域周圍的土地已被清理出來用於農業和冶煉，大量黃色泥沙流入河中，黃河水中據云含有約60%的泥沙:115，黃河變色，開始被稱為「黃」河:27。冬季時河水流動緩慢，泥沙在河床中堆積，河床每年都抬高，平均速度是1個世紀大約0.91（3英尺），洪水泛濫的風險因此增加:116，在前186至公元153年間，黃河堤壩大約每16年決堤一次:28，前168年、前131年、前39年及前29年都潰堤，到公元11年發生歷史性的決口，造成黃河改道:116-117。

### 南方
漢代人們較少到南方發展，原因是當地天氣濕熱，不適於北方漢人種植的穀物（稷、大麥、小麥）生長，南方原生的多種致命疾病也讓北方人卻步。這時漢人還沒有學會怎樣將南方潮濕的環境，改造成高產的稻田:132。在嶺南的低地地區，壯族人種植水稻，在同一塊土地上年復一年地耕種，而居住在丘陵地區的瑤族則採取刀耕火種的遊耕方式，兩次焚燒草木之間要等上20—25年。而在沿海和海南島的黎族則採取更為散漫的糧食種植方式:55-56。

## 魏晉南北朝

### 北方
311年的永嘉之亂造成北方人口大減，大量漢人南遷長江流域下游避亂。中國北方迎來了一波又一波的遊牧民族，許多漢人則退居到山上的塢堡裏:136-137。在4—5世紀時，中國北方有數百個塢堡，地廣人稀，大量土地拋荒，漢人和非漢人的統治者都設法讓農民重新耕田。入侵者設法抓獲漢人農民，再把他們圍禁到自己佔領的安全地帶去，集中到征服者的都城附近。將人擄走後，那些佔領的土地即遭遺棄:138-139。伊懋可指出，由於牧民南移，華北的草原和森林重生，黃河決堤次數降至每50年一次或更少:28；馬立博（Robert Marks）則認為，北方的森林並沒有再生和恢復，因漢朝時大片森林已坎伐殆盡，幾乎沒有留下種子來源；土地上一直有軍隊穿行來去，使連灌木叢也難以生長。遊牧民族帶來食草動物，之前漢人的耕地變成數百萬匹馬和羊的牧場，羊群啃光植物，抑制樹木和灌木叢的再生。老虎的活動空間大幅收縮，其棲息地和食物來源都遭破壞，以致開始攻擊人類並食人:140、192。

### 南方
永嘉之亂中，數十萬以至百萬的漢人逃向南方長江流域，甚至繼續深入到達南海（廣州）:142。漢人趕走南方土著，在此定居。南方土地河湖密佈，有茂密的森林覆蓋著山地和丘陵，原本並不適宜開展農業，長江三角洲和杭州灣地區還不適合人類居住。（戰國時越國定居在地勢較高的丘陵、斜坡高地或沖積扇上，而不是沼澤和河谷低窪地帶。）那些低地充斥苦鹹水，水域面積與水位高度都波動很大，處於地勢較高平原上的人可以耕作，身處低窪平原及沿海沙地的人們則從事鹽業和漁業。當時的門閥世族，從長江下游開始，投入大量人力物力，逐漸將南方土地改造成水稻田，用農田代替森林和沼澤:145-147。為了確保水稻生長，漢人在耕種前需把土地充分整平，在田地周圍築起圍堤，並配有水閘來排水和灌水。漢人能排乾和馴服低窪土地，整個長江流域的河谷地區都經過改造，開發稻田以外，結合以能控制洪水的堤壩，大規模地改造了南方潮濕的環境:147-149。在長江下游，新的定居點位於地勢較低的平原和河谷，那裏適合種植水稻，農田之間則是茂密的山林，居住著蠻、僚、俚和溪這類原住民，其生活方式尚未受漢族同化:144。
東晉時，豪強佔奪山湖川澤:21，巨室大族擅佔山澤，東晉於336年頒佈嚴令禁止佔有山澤，史稱「壬辰之制」，但卻難以有效執行，結果是豪族違法佔山封水，政府無力制裁，平民百姓則無此特權，極不公平:23。由於豪強佔山封澤的情形難以法令嚴禁，劉宋孝武帝時（453—464）改例，一面重申佔山封澤是侵佔國有土地的行為，一面對既成事實的家產給予承認:21-22，允許私人合法享有山澤的所有產權，但要按官階等級設限。從此南朝的山林產權是國有和私有並存的雙軌制，私人可以合法取得山林產權，山林開放是常態，嚴格封禁是特殊情況。私人獲允許佔有山林，在條件好的地方，人民將所佔的山地改為梯田，蓄水種稻；條件不良的山地，就變成種粟的山田，沿用早期刀耕火種的休耕制:23、9。

### 西部
4世紀時，四川地區北部出現了佬人部落，他們棲居於沿河的低地，採取遊耕方式，焚毀部份森林後，在草木灰裏種植芋頭和小米，直到數年後土地養分耗盡，再遷往下一片森林。佬人被漢人迫使離開低地，部份撤退到山區，大部份則選擇適應了漢人的生活。在四川地區高地，彝人住在山頂具有防御工事的村莊，為了給牲畜放牧提供草場，他們在山中放火燒林。後來彝人人口漸增而遷入低地森林，仍採取燒荒的方式，改行遊耕農業。遇上漢人爭奪土地時，彝人則撤回山頂的堡壘:187-188。

## 隋唐

### 北方
有唐一代，北方的森林基本已砍伐殆盡:184。隋唐時期，終南山大體只能供應京師的日用薪柴，即使如此，唐中葉以後連薪柴也開始不敷應用，較大的建材要取給於嵐、勝諸州:35。唐朝為了保護長安城免遭周圍山陵水土流失之禍，並為了提高對自然環境的保護意識，頒佈了法令。或許受佛教戒殺生的思想影響，唐朝也制定了限制殺生和限制狩獵時段的法令。人們認識到森林退化後果嚴重，但卻無補於拯救中國的森林。為了供給燃料，長安幹道沿線種植的大量樹木都被砍倒:180-181、210。中唐時期，今山東、山西（太行山）與陝西地區所有容易接近的松樹已砍伐殆盡，主要用來燒取松煙以製墨:79。隨著河床持續升高，唐代黃河兩岸都陸續建起堤壩，加高河堤需要的泥土從附近挖掘而來，增加了附近土地和河流之間的高度差。滲流將很多低窪地區變成沼澤，而由於水中含有的鹽分無法排走，沿河約3.2（2英里）寬的帶狀區域都變成無法耕作的鹽碱地:195。

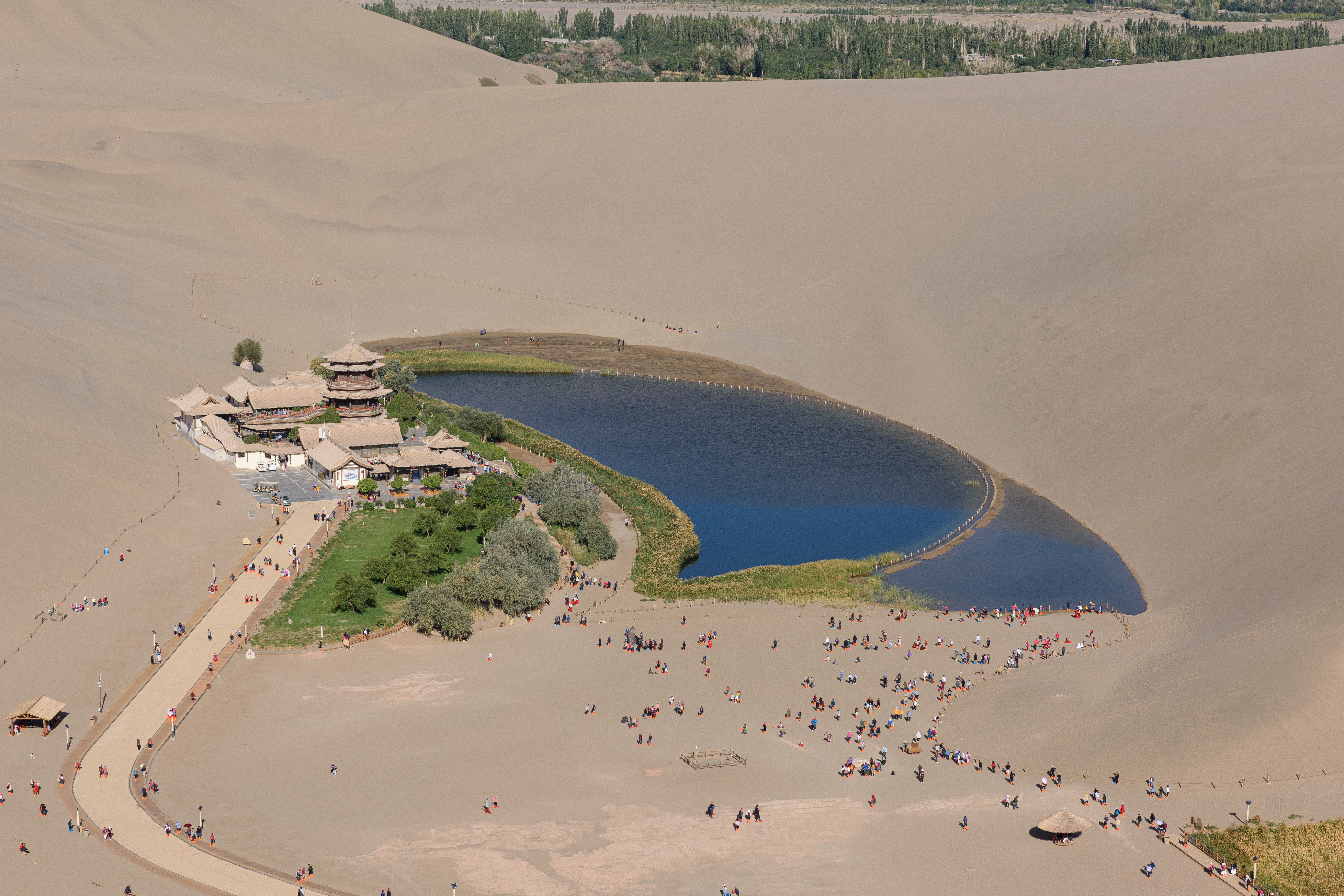
敦煌附近綠州月牙泉

在唐代，甘肅走廊變成主要的交通孔道和絲路的一部份，人口增加，適合的土地都被拓殖並變成耕地，結果沙漠擴大，敦煌綠州縮小，而沙漠化過程是不可逆轉的:389。唐代佛寺也改變了自然環境。寺院一般都建在從未開墾的山區丘陵地帶，或其他未使用過的土地上。在隋代，共有4000多座大型寺院分佈中南北各地，每座都監督大量農民和奴僕為其耕種土地。寺院周圍也植有樹木，建有花園和牧場，開墾山區土地為農田、牧場、果園和木材林，將原始森林變成各種多產的喬木林或灌木林，如茶園、果園（以橙樹最為常見），並建供木材和竹子等建築材料:177-178。

### 江南
在長江三角洲地區，漢人水稻種植大多局限於地勢較高的區域，到9世紀時，漢人發明新的水利技術，開始有效墾殖低窪地帶:158。那時農民面對的主要問題是洪水泛濫，每年季風性降水給長江造成大洪水，會在中游直至入海口的範圍溢出河岸，進入平原、湖泊和沼澤地帶。漢人以圩田解決問題，即用土堤將農地完全包圍起來，不讓洪水進入，堤壩內耕地的水平高度低於環繞周圍的洪水或河水，使農民在防洪的同時，能有充足的灌溉水源。不過建造圩田的工作超出了個別農戶的能力，往往由富有的地主完成項目。唐代農民又推廣稻田養魚的方法，讓魚類吃掉雜草和按蚊，魚類的糞便也增加了田地的肥力:169、174。
唐代（以及後來的宋元明清）人們在山地則刀耕火種，稱「畬田」，播種前必先砍木，也斬伐灌木與長草。畬田不用犁耕、不翻土，是粗放的耕種方式。砍木以後，等候下雨前夕焚燒地上草木，雨後趁灰燼尚有餘溫時下種，不用灌溉，所種的都是旱地作物，如粟或黍。這種粗放的耕作方式無法維持地力，必須遷地休耕，有的是歲遷，有的是種兩三年再遷，遷出後原地要七八年才能再生樹木和野草，這時可以重覆刀耕火種。在畬田盛行的山地，專有一批「畬田夫」，他們自己沒有田產，專門四處替人刀耕火種，先約定某家某有畬田的工作，畬田夫雖數百里如期而至，且自備工具:9-10。

### 嶺南及東南沿海
隋唐兩朝都派軍南下嶺南並在當地拓殖，和原住民爆發衝突。在水窪和沼澤中，空氣濕度很高，寄生蟲和蚊子都大量滋生:158、163。地上的積水和河流洪泛之後留下的沼澤地帶，使按蚊和瘧疾在嶺南得以流行:70。在北方漢人看來，整個嶺南都遍佈疾疫，瘴氣（瘧疾）流行，熱帶森林則是各種寄生蟲的溫床。嶺南的瘴氣將漢人阻擋在在低窪的河谷以外:162、159，當時漢人大多定居在沒有瘴氣威脅的廣東北部和廣西，而生活在河流下游地區的傣族原住民則對瘧疾有一定程度的免疫能力:71、73。在多次漢人軍隊針對原住民的軍事行動中，有四份一的兵力損失於瘧疾；黃巢的部隊也因瘧疾導致30%—40%的死亡率後撤出嶺南北上。漢人在瘴氣前策手無策，嶺南西部以及更西的雲南一直掌握在當地原住民手中。華南更徹底的環境變化，還要等到漢族人口更為龐大和密集才會發生:162、160。
在唐代，嶺南大部份地區仍為森林所覆蓋，但高地上的原生落葉闊葉林已被燒光，繼之以次生的針葉和杉樹林:160。當時西江、北江和東江下游都是沼澤密佈而難以耕種的:73。對瘴氣免疫的原住民傣語族群在低地耕種，在山谷中種植水稻；而俚、苗、瑤等則在地勢較高的山區從事遊耕:157、159，採用刀耕火種的方法，不斷遷移，以農業生產和狩獵、採集相結合:67。莫徭人秋收後即在高地山林中狩獵，燃燒荒草以促進新草生長，吸引鹿群來覓食，以便獵殺:157。漢人和他們一樣刀耕火種，在冬季乾燥的月份燒掉山坡上的森林，然後很多農家一起往灰燼中播種，收穫上幾年，然後遷移到另一塊土地重新安營紥寨，讓原來那塊肥力已竭的田地再去生長植物:67。在南方較高的坡地上，特別是長江與西江的分水嶺一帶，常開闢森林來種茶。不同於一年生長的作物，茶樹為土壤提供一定種度的保護:80。高地上的居民也採用環剝、摘心和砍伐等方法來清除山林，在濃密的樹蓋中間開闢空地，讓陽光照到地面，以便種植芋頭等塊根作物:158。在河流上游刀耕火種的生產方式侵蝕了山區，導致土壤流失進入西江、北江和東江的下游地區，沉積在西江、北江和東江下游的洪泛區，成為肥沃的泥土，同時也帶來洪水和瘧疾的問題:68。
在福建地區，原住民越人語言屬南島語系，主要以漁獵為生，可能也以刀耕火種方式種稻。閩南很多地方都是鹹水沼澤，也是鹹水鱷的棲息地，內陸的山巒阻擋了漢人進入這區域，因此漢人來到東南沿海要比進入嶺南晚得多。到8世紀，福建地區的漢人移民開始增多，在當地建立河壩和開發稻田。漢人不僅和環境和鹹水鱷搏鬥，也用軍力迫使越人離開山谷，唐朝設置了屯田以控制當地。很多原住民都逃到山區，餘下的則接受漢人同化；越人和鹹水鱷都消失，取而代之的是漢人及其農田:161。

## 宋代

### 北方
自宋代起，南方與北方的生態條件有了相對變化。北方生態系統逐漸惡化，森林大量減少，地面失去氣溫調節的機能，年平均氣溫下降，無霜期縮短，農作物生長期隨之減少。同時降雨量也日減，北方變成半乾旱地區。天然植被嚴重破壞後，水土流失嚴重，加上黃土高原土壤鬆軟，易受沖刷，於是北方大部份河流含沙量增加，造成淤積和水患，其中尤以黃河為甚，逐漸變成地上河，下游經常改道，北方平原的湖泊相繼被填平，蓄洪滯洪的天然機能消失，水災頻仍。同時期南方則尚能保持生態平衡，由於氣溫與雨量較高，天然植物的自我更生機能較強，整個生態系統不像北方那樣脆弱，惡化過程比較緩慢:14-15。
中國在漢唐頂峰時期人口均超過了1千萬戶，在宋代則達到2千萬戶，即1—1.2億人口。到1000年時，幾乎整個華北平原都變成農田。到1070年代中期，太行山已失去其松樹林，變得光秃秃:172、217、199。宋代木材短缺，影響了鋼鐵工業。鋼鐵冶煉原本依靠木炭作燃料，但宋代蓬勃的鋼鐵業卻因木柴和木炭短缺，以煤炭作為替代品。煤炭也開始代替木柴進入北方家庭，以供取暖和煮食。為了阻擋遼國的騎兵，宋朝在北部邊境開挖了許多塘濼；為了給塘濼灌水，工匠們設法引入海水，改變河道和築起堤壩。宋朝並讓當地軍民種植水稻以自給自足，但由於氣候過於寒冷，這個屯田計劃失敗告終，塘濼則成為蚊子和黑蠅的滋生溫床:185、171。在遼國，在今內蒙古東部科爾沁區的草原開始沙化，當地契丹人初學農耕，耕作方法很粗放，新墾土地三五年便肥力減退，人民便去尋求新墾區，原來耕地被拋荒，地表裸露，沒有植被保護，開始了風蝕的過程。金國時這一帶恢復為牧場，出現一些次生草原和森林，恢復一些當年的景觀:47-48。

### 治水

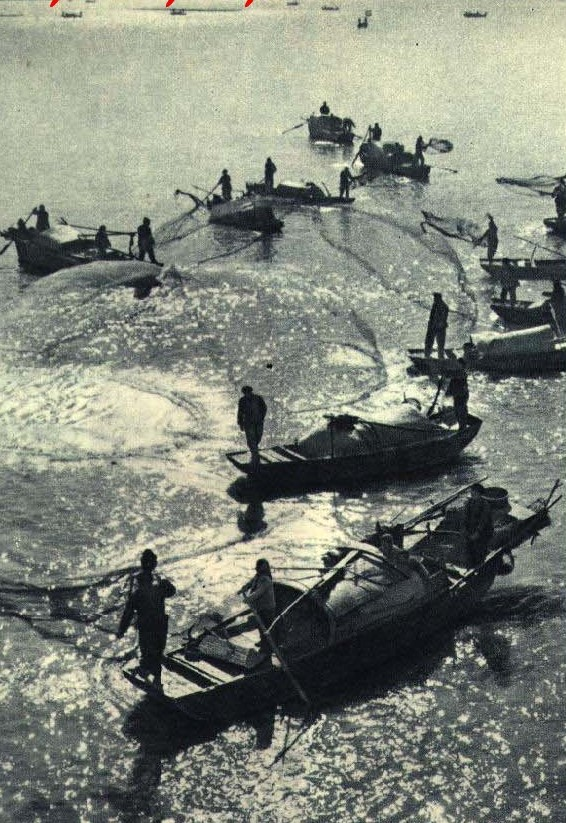
現代洪澤湖景象

在黃河向北奔向渤海灣的這一段，宋朝努力治水，通過導流渠減輕榦流壓力，並加強維護堤防，有時通過深入河道建造防波堤以降低水流衝擊力，有時鋪設大量植被來保護河堤:196。北宋政府又把黃河從今日河北與河南交界的地方往北疏導，在華北平原上形成一條河道，以為可以利用這片水淹的地形以及人工池塘阻擋遼國的入侵，但未能如願。黃河在80年間在華北平原上繼續改道，洪水經常淹沒田地，傳播疾病，使民不聊生。大部份沉積物都是沒有營養的沙子，只會讓農田變成荒地:232、234。華北平原上許多小河流被沉積的泥沙所雍塞，集體改道或乾涸。為了修復河堤，當地居民伐光了附近山陵中的樹木和灌木，用於支撐堤壩。由於華北平原非常平坦，洪水無法排走，導致土地受澇並鹽漬化，大片土地失去原來的植被。風裹挾著沙塵吹過平原，形成一個個的沙丘，湖泊和池塘淤塞，而且淤泥很快就變得非常貧瘠，很多原本肥沃的土地都變成了沙地:198-199。1128年冬，東京留守為解京城之困，決開了開封以北約80（50英里）的黃河大堤，到1194年，洪水和淤泥最終導致黃河改道向南，侵佔了清河和淮河河道，在山東半島以南入海，在河口形成了一個新的大湖泊「洪澤湖」，這片海域也因為黃河注入而成為「黃海」。1194年黃河改道後，留在北方的那條被遺棄的河道成了泥沙之源，風起時沙塵暴肆虐整片華北地區，河道上「曠野無草，五穀不生」:196、199。
北宋以前，華北平原各湖泊淤沉速度緩慢，南宋以後情形便惡化。黃河挾帶的泥沙量越來越大，泛濫頻率增加，很多黃河流域的湖泊都經過幾次黃河泛濫而被填平。古代華北最大的湖泊是大陸澤，位於巨鹿縣附近。1108年黃河向北改道，淹沒巨鹿城，大陸澤也因而淤淺，湖底升高，湖面縮小。山東境內的巨野澤，在北宋時湖面仍號稱有800里，即《水滸傳》中的梁山泊。1019年及1077年，黃河兩次決口，河水流入巨野澤。金朝時黃河向南改道，巨野澤失去水源，水去沙留，出現大量灘地，為附近居民墾種。1180年，金國政府索性遣使招徠流民，在梁山泊進行屯田。較小的湖泊則更早已淤積成平地，如山東境內的菏泽市、雷夏澤、河南境內的孟諸澤，在宋代已變為平地:91-92。南宋時，負責灌溉和河運系統的官員，開始擔心上游的毀林現象，並注意到鹽碱化和洪澇對下游地區的影響:19。

### 江南
在唐宋兩代，人們以排水方式來開拓長江三角洲的廣大低濕平原，宋朝尤其熱衷:272-273。在長江三角州的低窪地帶，政府組織人力物力建了很多巨大的圩田（築堤圍湖造田），增大農田面積和增加稅收。從11世紀晚期到12世紀早期，長江三角洲地區以圩田方式開辟了2,000,000公頃（5,000,000英畝）以上的田地:169。北宋時太湖的圩田多由駐軍組織，有嚴密管理，禁止一般居民彷行，禁令頗嚴。至1112年左右開始弛禁，太湖沿邊開始有民營圩田出現:100。密佈的水網連接起一塊塊的稻田，既提供灌溉水源，也成為交通網絡。圩田的建立，加上早熟耐旱稻種的引入，大大增加了糧食的總產量。農民發現每年給稻田排乾一次水，會提高田地的性能、肥力和生產效率。在低窪農田區，人們將圩田分成更易於管理的小地塊，同時建立跨村合作的灌溉管理機制，以低窪或至如沼澤般的田地也能做到一年一排乾。一年兩熟耕作的範圍不斷擴大，越來越多的森林和沼澤轉變成農田:171-172。北宋時，長江下游的太湖地區土地肥沃，水災罕見，生態平衡。南宋時當地人口大增，人民圍湖造田，水災日多。南宋政府原先鼓勵人民在太湖地區廣闢圩田，影響太湖蓄水量，洪水期之水無處可排，釀成水災，南宋政府遂改變政策，恢復盜湖禁令，甚至強制廢田還湖:15、100-101。

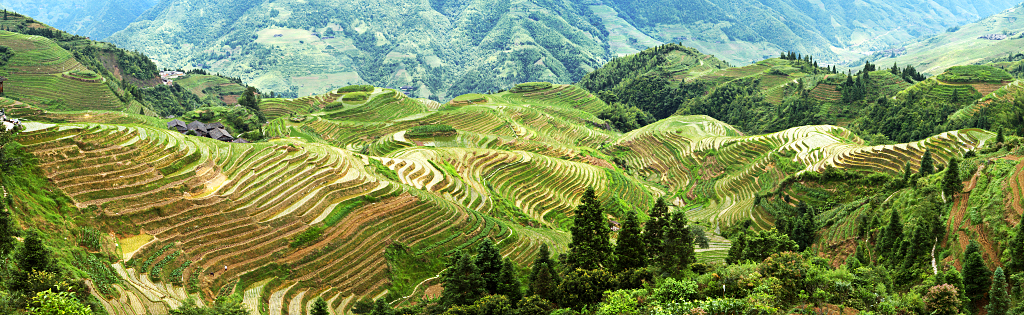
現代桂林一帶的梯田

早熟稻革新了宋代農業，到了13世紀，長江下游和福建許多原本水源或土壤條件並不適宜種植稻米的丘陵地區，都改造成梯田。中國稻作區東半部的地貌發生了徹底改變:172。南宋梯田普遍可見，在不太高的山嶺，梯田層層上築，直達山頂。梯田雖取代了山上森林，但不致引起山坡的水土流失，又可以逐層滯留山坡流水，不使泥土被沖刷，不損生態。至於山地畬田則效果相反，畬田沒有改變山地的坡度，雨水沖刷力仍強，天然植被焚除後，地面或是裸露，或是稀疏種植旱地作物，無法保持水土，對生態破壞力很強:16-17。長江流域的森林許多已不再存在，只保留在長江以南的一些丘陵山區，老虎仍可在其中棲身，但習慣在低窪地方生活的大象已絕跡於長江流域:192。從南宋起，南方山谷、沖積平原或三角洲平原上，多半挖掘魚池，以殘渣、垃圾和蠶糞飼養魚苗，在每單位面積上生產更多食物:82。在長江以南山中的苗族和瑤族會種植杉樹以貿易圖利:101。另一方面，洋流將黃河新河口的大量泥沙帶到320（200英里）外的杭州灣並沉積下來，使江蘇沿海增加了土地面積和稻米產量:197-198。

### 華中與四川
北宋以前，江漢平原洞庭湖水面尚在擴張中，水量甚豐，北宋時洞庭湖寬度及深度均達最高點。從南宋開始，北人南遷，糧食需要增加，人民開始圍垸造田，爭取肥美的湖田，湖面從此日漸縮小，水容量下降，洪水到來便泛濫成災，堤破垸決，田陌房屋淹沒:93-94。同時湘江下游人口增長，農民許多都在山地刀耕火種，破壞森林，使當地山嶺變成秃山。幸而湘江地區林木的再生能力強，很多地區森林被毀後，若干年月後能長出次生林。而且該區若干地帶交通不便，山嶺過高，開墾之人無法進入，還能保存一些原始森林:15。宋朝著重拓殖四川，原住民被同化或驅趕至山林以後，漢人農民在河谷中定居下來並清理土地，到11世紀時很多地方森林都已砍伐殆盡:187、159，當地很多地區都被改造，農民將山坡挖成梯田，積蓄雨水，然後種植早熟稻種。四川的森林被大量砍伐，原本隔開漢人和土著族群領地的「禁山」幾乎已全無樹木:189-190。

### 華南
宋代嶺南人口持續增加，但因畏懼瘧疾，他們仍留在嶺南北部而不敢遷往嶺南其他地方。當時瘧疾大多存在於南方河流下游的沖積平原，而非上游地區。從11世紀開始，珠江三角洲成長的速度加快:164-165、200，珠江的防洪工程將更多泥沙沖到珠江河口，廣州以南的三角洲面積，已阻擋了從廣州南望大海的視線。珠江水系上游的刀耕火種農業，做成水土流失，更多泥沙順水流入東江、西江和北江之中。這些河流下游的沖積平原，尤其是東江與北江的交匯處，土地都是非常肥沃的。這些河流下游一般每年都會泛濫，早在809年唐朝就建造了圍基，以防止南來的西江北上和北江匯合，使洪水繼續湧向下游。1100年前後，桑園圍工程動工，最後建成了長約45（28英里）的堤壩，保護約40,000公頃（100,000英畝）的土地免遭洪患:201-203，創造了嶺南地區農業發展的新時代。同時雷州府和東莞西部沿海地區修建防波堤:74，建成了將近45（28英里）的海防堤，阻擋周期性的海潮和颱風，增加了65,000公頃（160,000英畝）的耕地，不過沿海的紅樹林也因而消失:203。
宋代在珠江上游共修建堤圍28條，長達66024丈，保護農田24322頃。防洪堤將河流限定在固定的河道中，在雨季時，不會流出或暴溢成很多河道，讓河水直接流進灣區，於是原來的洪泛區也變得宜於農耕了。由於洪泛區造成的沼澤和水窪地帶的水被排乾，改變了瘧疾宿主按蚊的生態環境，這些地區對漢人而言不再那麼危險:75-76。在桂林北部山區中，密集生長的肉桂樹出產桂皮香料，到約1000年時，大部份桂林的原始森林都被砍伐:160。

### 土地產權
宋代的山林產權發生全國性的變化，山林私有制受完全肯定。過往山林歸屬國家，人民可以利用山林資源，卻不能佔有及開墾。宋代平原土地幾乎已全部開墾，政府允許人民合法佔有山澤，於是人民開始大規模與山爭地與水爭地。許多山區坡地被改造成梯田，有的則改成畬田，刀耕火種。有些山區受條件所限，未能開墾成田，便改造成私人林場，養植樹木；有的山區過於險峻，交通甚為不便，山主便任其閑置，只享有所有權，卻難以利用。有些山區仍為國有山林，但這種林區範圍日漸縮小，政府基本態度是盡可能開放山林，只選擇封禁某些林區，國有山林談不到什麼管理，任人砍伐，只略收稅金，稱為「抽分」:24-25。北宋時，在江南地區圍湖造田事屬違禁，稱為「盜湖」；到了南宋初年，北方居民大量南渡，為了供應民食，政府正式承認圍湖造田為合法，甚至以官府之力加以推動，於是圍湖造田短時間內遍及江南各地，無數小湖泊很快被圍墾填平，較大的湖泊也迅速縮小:99。

## 元代

### 北方
蒙古人屠殺民眾，企圖將整個中國北方變成他們的放牧場。蒙古大軍所到之處，城牆和農業設施都夷為平地，水壩不復存在，用於灌溉的水渠被切斷，剩下一片沼澤。糧食種子付之一炬，果樹被鋸倒，防護林被砍伐在地，耕地變為荒涼乾燥的草場，任由風沙侵襲。直到忽必烈在位時，將北方土地變為牧場的做法才受禁止:218-219。元朝建設和維護大運河，大大改變華北平原的環境，為了保持運河水量，不讓河水排入黃河、淮河或長江，除了以水閘和堰壩作阻隔外，人們還要將向西流入山東半島的小溪和河流重新定向和阻流，保證河水都注入大運河。黃河及其支流帶來的泥沙會沉積在運河河裏，需要定期清淤。運河與幾條主榦河流的交叉口都需要密集維護。政府要投入大量資源以維持運河的運作，否則其水利系統有可能崩潰，給華北平原帶來洪水之災:155。到14世紀，大運河的建造改變了華北平原的排水網絡，黃河流域新建的堤壩將黃河所有流水導入河床較低的淮河:39。元朝比較重視江漢平原的水患，在洞庭湖禁止垸田，廢田還湖，在長江方面也重開在南宋時被堵塞的穴口，使水分流，到大德年間（1297—1307），一共重開了六個穴口:98。

### 華南
在珠江，元朝除維修宋代時所建的舊堤圍外，又新修堤圍34條，堤圍總長度達到320（200英里），保護廣東約20%的耕地:203:76。出於對蒙古侵略者的恐懼，1273至1274年間，廣東北部珠璣巷的許多居民和家族，都南逃到珠江口的一些小島上定居下來，他們將泥沙「截留」，在沙州上開墾出新耕地，這些新開墾區稱為「沙坦」或「沙田」，是因泥土淤積而形成的新地塊:77-78、204。當沙州逐漸升起接近水面時，人們在沙州四周投入岩石，以固定既有的沙土，並阻攔下更多的沉積物，在建成更牢固的圍欄後，沙坦上就可以先種植豆類植物及繼後的稻米。連串的沙坦組成了上萬畝的耕地，形成珠江三角洲。同時，因蒙古入侵而被拋荒的廣東北部山地被加速侵蝕，將更多泥沙從北江送到珠江口，加速了沙坦的形成過程:79。在14世紀，珠江三角洲的形成進一步加速，沖積形成的沙州出現在東江入海口沿岸，香山島逐漸與大陸連接起來:201。蒙古入侵並導致廣東西南沿海地區人口膨脹，在雷州半島，人們為了開墾，大規模地砍伐熱帶雨林和紅樹林，繼之以燒荒，對當地環境造成永久性傷害，許多地區都變成荒漠:94-95。

## 明代

### 華北
明代以前，長城區域仍有茂密的樹林:56，到明代黃土高原森林則大受破壞。明初時，山西西北的蘆芽山、雲中山、陝北的橫山等地的森林，依然維持完好。關中秦嶺、崤山等地曾受破壞的林區，也局部恢復:36。明成祖定都北京後，太行山脈成為北京的森林資源供應地，大大加速了伐林:91。隨著皇宮及都市發展的需要，政府大規模地採木燒炭，經過長期官民無節制的開採，長城林區遭到毀滅性的破壞。明中葉以後，森林大面積的消失，大約在17世紀開始，普遍缺少燃料與建築木材:56、54。因人口快速膨脹，不斷新闢農地，日常用材日增，於是情況急變，森林地帶很快縮小。橫山山脈和呂梁山脈的森林先後毀盡，此時京師所需的巨大建材已無法從黃河中游地區取得，必須從四川及兩湖地區採集。由於破壞徹底，森林自我更新的機能幾乎喪失，黃河中游地區矚目所見都是連綿不斷的秃山:36。明朝雖然有禁伐的政策，但主要目的是保護皇陵的風水，或因應軍政的需要，範圍很小，並無真正的生態環境意識:46。

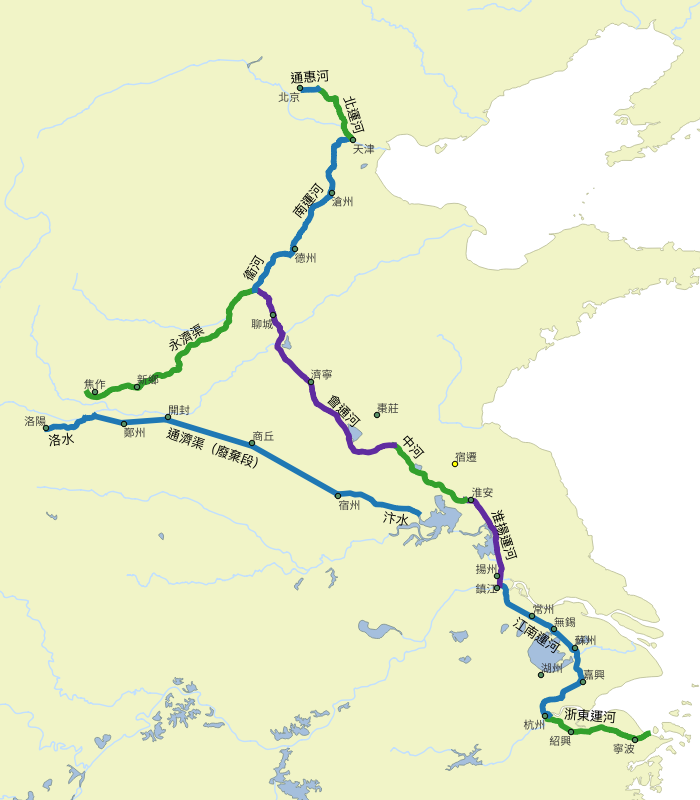
大運河河道

在華北，大運河的開通延緩了所有大小河流的排放，沉積物不斷增加，造成周期性的洪澇。由於河水含有鹽份，內澇的土地很容易鹽碱化，變得無法耕種，最嚴重的地區會變成沼澤，繼而滋生。蝗蟲。京杭大運河進一步阻滯了流速已慢的黃河，並迫使淮河水倒灌入上游流域:311、309。大運河和黃河帶來的泥沙，經常堵塞淮河河口，導致洪水泛濫進入平原，頻繁的洪水導致農田被沙礫覆蓋，有時泥沙可達7—8米厚。一些昔日稻香魚肥的縣，已大片土地鹽碱化，成為野草不生的赤地。經洪澇之後叢生的雜草，又成為蝗蟲繁殖之所。由於灌溉條件不足，農業種植只限於冬小麥、高粱和大豆這幾種耐旱的作物:307-308。1578—1579年，明朝官員潘季馴在黃河下游治水，築起土堤和石堤， 疏浚了河床，統一了黃河水道:150。他提出「束水攻沙」的治水方法，用增高和收窄堤壩的辦法加速水流:312，束水於靠近河岸的「縷緹」之內，其治河工程增加了入海口的泥沙，降低了下游的坡度:150-151，並將清水引入黃河沖刷河床的淤泥。1579年，潘季馴修建了橫跨淮河的高家堰，將淮河和另外兩條河流的清水蓄積在洪澤湖中，不斷加高洪澤湖東岸的高家堰，可確保洪澤湖水位高於黃河，以便漕船通過:312-313。

### 西南
城市居民對木材的需求，促使山區居民專業從事於採伐和運輸木材。雲貴地區原本在經濟上未開發，定居農業人口稀疏，居民為非漢人的原住民，到明代發展成為由漢人移民主導，日益商業化的地區:222、227。西南地區的生態豐富多樣，在雲南最南邊的西雙版納，群山起伏，河流密佈，克木族人生活在叢林和竹林深處，採用刀耕火種的生產方式（一直到廿世紀），並馴養大象。西南地區原本生態系統良好，老虎和大象時常出沒，森林廣袤。泰語民族把一些河谷地帶開墾成農田，其他民族則刀耕火種，因當地的高山和深谷人類難以到達，受到人類活動的影響極少:228、232。
約自1400年開始，漢人大批來到雲貴，明朝建立的衛所和軍屯遍及西南各地，有25萬漢人士兵開始在河谷地帶農耕。原住民族群原本所使用的木製工具只能開墾河谷地帶比較輕的沖積土壤，而不適合開墾森林地區的重壤土，也沒有牛隻拉犁。明朝則為漢人移民配備了鐵犁和數以萬計的耕牛，使漢人能開墾森林中的土壤。在15和16世紀，雲貴開墾了數百萬畝的農地:232-233。在朝廷對付土著的戰爭中，漢人軍隊會放火燒山，破壞動物的棲息地。解決叛亂的最終辦法，是把不同的生態環境改造成農田。在貴州，一些當地土司也領導人民從刀耕火種轉向犁耕生產:234-235。

### 西北
黃河河套的鄂爾多斯沙漠混有不同的生態環境，有些地方純然是沙漠，有些地方則是適合遊牧民族生活的草場。這裏能引黃河水灌溉，漢人也可以在此定居和農耕。在明代後期，河套地區已開鑿了總計594（369英里）長的水渠，灌溉數千畝土地。明朝在鄂爾多斯修建長城，將草原地帶與農耕社會隔開:240-241；並下令駐軍每年要在長城以北（至少在戰略要地），焚燒50—100里寬的荒地，以使蒙古騎兵馬匹得不到糧粖:391，破壞草場，使蒙古牧民無法涉足，卻留下沙漠化的禍根。將林草植被移作農田，也會隨著土壤有機質的減少而趨於沙漠化:56。

### 江南與華中
在萬曆年間（1573—1620），安徽的長江和其支流沿岸，已開墾出數塊每一塊一千餘公頃的圍墾田:415。華中方面，明太祖在湖北設立屯田的衛所，修繕舊有堤壩和建立新水利設施，招募移民來此開墾。這些政策一直持續至16世紀。人們在漢水南岸修建堤壩，使水流無法溢出，河床越升越高，河流也更加湍急，大大增加下游地區泛濫的風險。結果生活在下游的居民開始修築堤壩來保護自己的居所，並進而開墾更多的沼澤和湖泊；到明代後期，整個漢水流域的水文狀況已遭人類徹底改造。在15和16世紀，人們大量移居湖南，引入長江下游先進的水稻種植技術，在沼澤和灘涂的周圍築壩圩田，以作防洪和提供灌溉，將當地改造成稻田。一些早期的圩田面積非常大，可達成千上萬畝:271、274。徐光啟已認知導致水災的人為原因，他讉責地方上有力的家族侵佔沼澤、湖泊和河岸沖積平原，將水域填土為田，增加了水災的危險並傷及整個聚落:411-412。

### 南部山區
明朝以前，丘陵和山地只有少許聚落，大部份的梯田是沿著河岸並且靠城市。在大部份地區，丘陵和山地的開墾始於晚明:405。山林私有化後，南方若干私有山林得以殘存，林木被砍伐出售後，山主會設法重植造林，使之更生。在明清兩代，私營林場很普遍，尤其是在南方的安徽、福建兩省:27-28。長江以南山區有部落專門從事杉木的培養和木材的生產:207。此時公有森林資源日見枯竭，私有林場種樹養木，販賣木材，獲利頗豐。山主不一定親自經營森場，也可以出租給他人。一般而論，私營林場保護周密，造林的成活率也高，與公有樹林被破壞的情形迥異:28-29。16世紀中期以後，東南山地盛行種植杉樹，闊葉樹林變成杉樹等針葉樹林，山林的小動物數量減少，老虎食物不足，到平原襲擊家畜的事例越來越多，原本生活在闊葉樹林裏的黑熊和狼等逐漸絕滅:166、168。另一方面，明朝會頒令保護寺院的林地，以維護寺廟的自然環境:73。

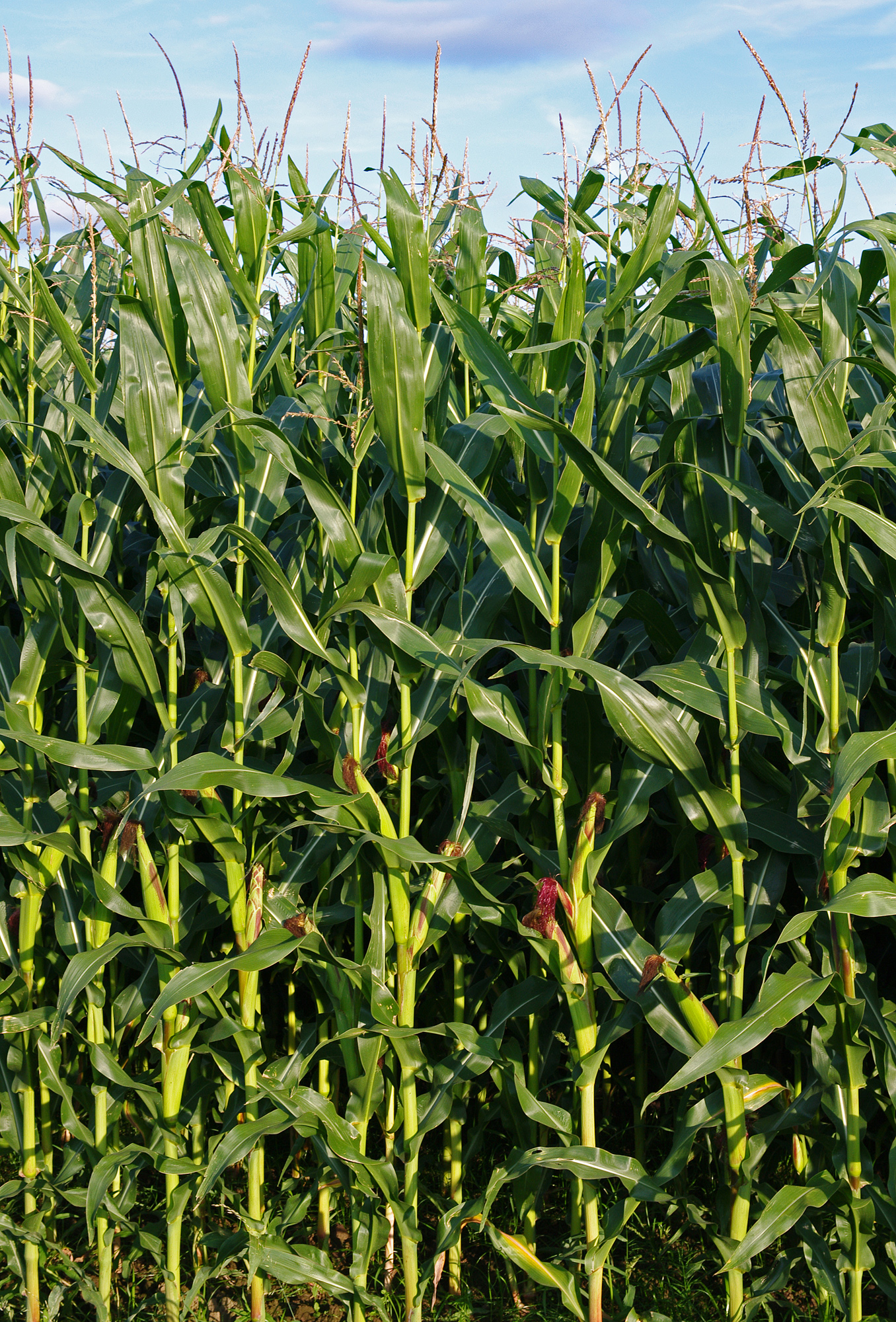
源自美洲的玉米

在長江流域與嶺南，低地的農田越來越不敷使用，新遷入的居民為了尋找耕地，不得不深入山區，並向當地人學習各種技能。在16世紀前半葉，美洲新世界的農作物玉米、馬鈴薯、番薯、花生和煙草傳播到中國，對生態產生巨大影響。遷入江西、福建和廣東交界山區的漢族人，是客家人的起源。客家人跟山區的原住民畲族融合同化，在1500年前後，三省交界的山區已成為客家的人居所，其方言與習俗都與居於低地的漢人有明顯差異。客家人砍伐山地森林，廣泛種植玉米與甘薯，並向外銷售山區的物產，大麻、苎麻、靛藍、茶樹、甘蔗]和煙草都是客家人最常種植的經濟作物。自16世紀中葉開始:266-267，客家人開始向中國南部和東南部各地的山區遷移，向沿河的市鎮銷售產品。他們也從漢族地主租種大片山地，招募貧困的畲民，以刀耕火種的方式清除森林。在16和17世紀，客家人和畲民的男性大批向北遷入江西、安徽和浙江的山區，成為流動人口，被政府稱作「棚民」。他們搭建臨時窩棚，開發山地並在地力耗盡後繼續遷移。在江西贛江流域的山區，原本大部份土地都森林茂密，沒有被漢人採伐過，直至棚民的來臨。江西山區的棚民很多都是礦工、伐木工和造紙工，其食物主要來自對山邊森林的刀耕火種，慢慢破壞江西山區環境:268-269。

### 海南島
海南島北面分佈有大量珊瑚礁和牡蠣繁殖區，島上覆蓋著各種熱帶森林，有超過3500種植物。原住民黎族用刀耕火種的方式種植山薯和旱稻，兼以森林狩獵採集為生，由於人數較少，對生態系統的影響不大:251-252。明代海南島的耕地數量擴大了一倍，從1400年前後的約200萬畝，增至1615年的380萬畝，其中大部份都由漢人耕種。海南島已被改造得適宜漢人居住。政府鼓勵漢人在河谷和山區燒掉森林，不斷的燒荒為熱帶白茅草提供了生長機會:254-255。

## 清代
清代中期，中國森林和植被受到最嚴重的破壞。清代人口迅速膨脹，清初人口不過八九千萬，到1776年便增至約2億6800萬，這是中國人口的第一次爆炸期:51。清代前期，官方很少關心森林砍伐、荒地和湖泊的開墾，以及其他環境破壞活動:399，朝廷採取積極的墾殖政策，不但以減稅方法鼓勵人民開墾荒地，而且對地方官施以壓力，根據境內新墾面積多少而賞罰地方官。到乾隆（1736—1796）初年，不但所有廢耕之地都已復耕，平原土地也都墾殖為耕地。當時各地大員紛紛進言，認為應該讓人民入山開墾。1742年，清朝諭令對墾闢的山地永遠免稅。另一方面，自明代中葉，自外國引進了玉米品種，玉米耐旱耐低溫，適合於高山種植，正好解決人口增加所造成的無田無糧問題。於是在乾隆初年掀起一陣入山墾荒的狂潮，這一大批入山墾殖的人通稱為「棚民」或「寮民」:52-53。清代中期的棚民人數遠比明代的多，地域亦不再限於福建、江西、浙江等省，他們很少再種靛藍，而是主力種植玉米，遠播至全國14省份。大量流民開發山區的結果，是造成嚴重的生態惡化，使廣泛地區耕地生產力下降:54-56。生態環境的極限，可說結束了康熙、雍正、乾隆時期的盛世:504。
清中葉百餘年間，中國的生態環境受到前所未有的致命破壞。第一，清初殘留下來的一些森林大部份都消失殆盡；第二，荒山秃嶺沒有植被保護，一遭雨水沖刷便泥沙俱下；第三，下游河流淤塞不暢，水災頻生；第四，大量泥沙沖到平原上的田地裏，使平原上的耕地緩慢地沙化，生產力下降:61。在18世紀開發加速的原因是木材與燃料的需求增加、糧食作物的短缺、經濟作物種植的擴大:438。大量人口從人煙稠密、耕作密集的地區，遷移到西南、東北和內陸山區等邊緣地區，到18世紀後半期，人口的增加促使中國人更集約地利用自然資源，森林砍伐程度嚴重，能源危機來臨。老虎和大象等動物被排擠到最偏遠的地帶，一些中國人也開始意識到物種滅絕的問題:330-331、8。東南部落葉闊葉林裏生長著鹿、野豬、豪豬等草食動物，一向是老虎的獵物。17世紀後半期開始，這些動物生息的樹林逐漸減少，老虎和人的緩衝地帶消失，老虎直接竄進村落襲擊家畜與人類，導致18世紀老虎大量出沒:538-539。到1800年時，華南虎只能在廣東、江西交界和福建的幾個山區勉強生存；亞洲象則被推到雲南和緬甸接壤的偏遠地區。到19世紀初，中國幾乎已沒有什麼地區還未曾被人類開發，完全「自然」、尚未為人類涉足的地方少之又少，大部份土地都被耕作過。原始的自然區域範圍不斷縮小，剩下的主要是最偏遠而最難企及的高山、深谷和地下河:287、216、2。
玉米和番薯大大改變中國農民的經濟環境。番薯在16世紀末傳入中國，到1730年代，幾乎已傳遍整個中國。玉米和番薯幾乎能在任何地方種植，能給山地或森林地區中的礦工、伐木工人、種菸草和靛藍的人、採茶者等等供應糧食，促成18世紀中晚期山地和森林資源開發突然暴增:418。明朝宣佈許多山地和森林是封禁的領域，清政府則較少用心於控制人口，只有少數山區因為安全理由而維持禁止人們定居。到18世紀，這類地區逐漸有人非法定居，這些聚落大多不久就得官方核准，從而封禁的狀態被取消。人們開始把原有的自然環境，變成只剩兩種形式的土地：一種是細心維護，有生產力的私人農地，另一種是已被粗暴地開發、無生產力的公共荒地:409、388。除了山田火耕與轉為耕地外，剛發展的瓷器、煉鐵、製紙、造船、鹽、石灰等工業，為了燃料與木材用光了附近的森林，18世紀時林木燃料和木炭供應都迅速短缺:400-401。許多官員和士人都察覺到生態環境惡化所帶來的危機，屢次發言勸阻，但因官民為民生經濟所迫，並無別計可施，於是人們只注意開發而不注意環保:79。領導洋務運動的督撫則注重開發礦產和能源，視自然為可以被征服的敵人:82。很少官員能思考環境問題，他們關心的主要是如何有效徵收賦稅，而又能照顧到農民的利益:885。

### 樹林

#### 毀林
清代中葉乾隆（1736—1796）嘉慶（1796—1820）兩朝時，全國森林遭受史無前例的嚴重破壞:10、26。原因有三：第一，乾嘉兩朝人口爆炸，人口超過自然資源的承載力，導致生態惡化。第二，政府政策不當，大力鼓勵人民墾荒，即使拋荒之地已被填滿，人民只能向山區發展，而清朝沒有任何實際上的山林管理政策，雖有若干山區被封禁，也是有名無實，措施未能嚴格執行，大量流民紛紛突破禁區，進行墾殖。入山開荒的流民，等於是在公海上捕魚，毫無保護自然資源的意圖。第三，玉米的引種。過往傳統的農作物對土地要求苛刻，也不能適應高寒的山區氣候，這些因素天然地保護了廣大山區，限制了入山的人數。但自明代中葉引種玉米後，中國第一次有了適合於高山種植的糧食作物，導致乾嘉兩朝大量流民湧進山區。這批棚民到人跡罕至的無主深山裏，以最野蠻的方法破壞森林，種植靛藍及玉米。在高坡度的山區裏鏟除天然植被，改種農作物，會立即導致水土流失，幾場大雨就可使岩石裸露。棚民們便不斷遷移，所到之處，森林一掃而淨，留下一片秃山荒嶺。短短100年內，境內僅存的一點森林被掃蕩殆盡:26-27。
在唐宋元明各朝代，畬田不及深山老林，因粟、黍等農作物不能適應山中的低溫氣候。但到清代情況大變，因引種玉米，有了可適應高山氣候的農作物，而且因人口暴增，清政府開放被封禁的深山老林，於是出現大量棚民入山開墾，種植玉米，所到之處不限江南，即陝西秦嶺亦有棚民刀耕火種。棚民人數眾多，數以百萬，遍及14省，以最野蠻、滅絕性的方式清除深山中的林木，開闢農田，種植玉米。這種山田沒有林木覆蓋，造成快速的水土流失，大雨之後，表土隨水沖走，剩下裸露的岩石，田地無法再作耕種。所以棚民每三五年便要遷移，以同樣方式在他處破壞森林，「食盡一山則移一山」:10-11。清代中葉，黃土高原殘存的一些深山老林被流民侵入耕墾，從盩厔縣境內的秦嶺山區，西南到洋縣約300公里的深山，每年都有數萬人入山墾種玉米或伐木；秦嶺東端的華陰地區大都變成秃山，隴山附近牛山濯濯，雲盤山的森林蕩然無存，大同以北在明代尚殘存的林區，至此也被破壞無遺:36。為了鎮壓白蓮教起義，清朝官員也在秦嶺山區伐林，以清除深山老林中的土匪窩:21。
在1750年，中國土地的森林覆蓋率大約為25%:335。以河南省為例，在1700年左右森林覆蓋面積約佔6.3%，到道光（1821—1850）朝減少至2%。學者估計，棚民每5年就破壞1億畝的森林，連續100年就能破壞20億畝的森林，使中國森林面積減少過半:63、66。在18世紀中葉，秦嶺山脈的深處，出現許多木廠、鐵廠等工場，客商從地主租借土地，獲得山地的經營權，招募從安徽、湖南、江西等地來此移居的棚民，從事伐木和煉鐵等。他們採取掠奪式的栽種方法，從山地裏把樹根挖出，燒成灰撒佈，種植玉米，也不施肥。坡地由於裸露，土壤容易流失，三四年後地力就會衰竭，於是他們再去租別的土地。凡是遭遇棚民開墾之後的山，幾乎都變成荒山:67-68。一旦原始林被砍伐，數年之後次生林可能就被砍來燒木炭，然而大多數例子中森林是永遠消失了:401。19世紀初位於陝西和四川邊緣的大巴山，是中國本部少數仍保有原始森林的地區。遷移的農民清除土地來耕作，通常二至五年後，土地喪失肥力時，或者在水災損害後就搬走。投資者雇用數萬個伐木工人，為木材以及提供燃料給礦場、鹽廠、煉鐵和製紙工場等等而伐木。當便宜的木柴燃料供應耗盡後，這些工場不是關門就是以煤來代替:404-405。
清朝不斷大規模採辦皇木，使大型木材資源日漸枯竭:55，建設項目所需的木材日益稀缺:321。清代宮殿所使用的大木只在偏遠的山區才有，而這些地方因運輸費用高昂而從沒有商業性開發。皇室的徵用對原始森林的衝擊很大，大量木材被砍伐而且都集中於少數區域:399。清代初年楠木已不敷應用，康熙帝只好用松木來代替；不過18世紀初，朝廷又可以從四川征用一些楠木。當時只有福建、湖南和四川三個省份尚可供應朝廷建築所需的木材，清朝不得不縮減建設規模:321。楠木砍伐殆盡後，只能向川北及雲南深山探採。圓明園焚燒後，清朝想重建的主要困難之一，在於缺乏巨型木料:55。到19世紀中期，剩餘的森林面積位於東北地區、雲南、廣西、海南島等亞熱帶地區，以及秦嶺山區:226。在1850年以後，渭河流域及黃土高原因森林砍伐以致出現環境退化，山西太原府周邊那些曾經樹木繁茂的山峰都只剩下光秃秃的骨架，除了寺院周邊，在山西省山上山下都看不到樹木:304。為了敉平太平天國，朝廷軍隊大規模於中南部的森林縱火，這是對付土匪的古老策略:88。1870年代，李希霍芬提到：「從漢口到北京，所有山峰和丘陵都極度缺乏森林和灌木，呈現出一派非常荒涼的景象。」:304
到晚清時，人煙日密而山林日削，即使在山區的作物也因耗損地力過甚也呈停滯，甚至衰退的現象:58。森林銳減，水土流失，造成淤泥沉積和河道堵塞，曾經肥沃的土地被沉積物所覆蓋:304，導致自道光（1821—1850）年間起水災頻繁，並愈趨嚴重:77。水旱二災的頻率，自漢代以來已有所增加，到清代達到了極點:73-74。由於山區開發和森林面積縮小，導致野生動物減少，生態失去平衡，加上人們的捕殺，虎群逐漸絕跡，華南虎成為稀有品種；虎患卻有所增加，老虎為生存，才以村民為獵物:60-61。到20世紀初，華北曠野上根本沒有樹木或灌木，每寸可用的土地上都種植穀物，可以用於煮食和取暖的燃料不斷減少:309、332，木材供不應求，發生能源危機，許多人不得不將柴灶改為煤灶:78。農民到處收集桔秆、乾草和動物糞便用作燃料，殘存的樹木低矮的枝葉會被砍斷，和枯枝落葉一起撿作燃料，進一步剝奪土壤的有機養分，使環境更加貧瘠。耕地的總產量降低，特別在華北和華中地區:333。

#### 保育

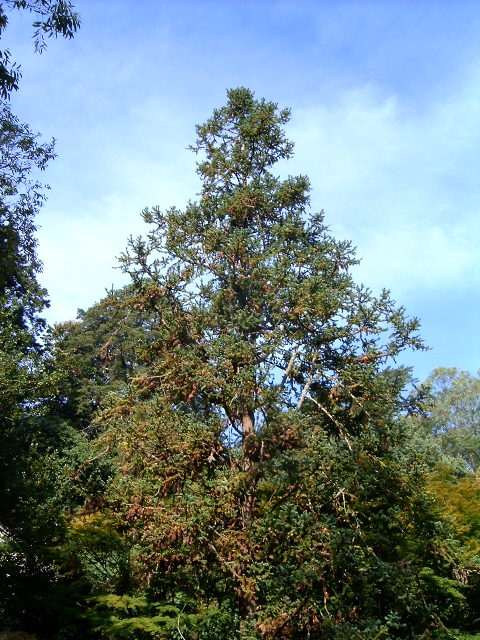
杉木

中國東南部丘陵山地的原生林，為常綠闊葉林。17世紀後半期人們開始開發樹林，把它變成杉木的植樹造林地和苎麻的裁培地:538。清代曾實施山區人工植林，但植樹造林的成效，遠不及採伐和毀林墾荒面積之大:60。在乾隆（1736—1796）前半期，各地督撫都曾上關於鼓勵植樹造林的奏摺，一度推行「勸民種樹」的政策，但實際收效甚微:509、514。嚴如煜、盧坤、陶澍等高官都指出森林破壞、侵蝕與水災問題和土壤劣質的密切關係:422-423。19世紀早期，省級官員開始建議，南部和東部丘陵進一步的開墾都應禁止，以減低水土侵蝕所造成的損害。這些建議特別集中於棚民問題:424-425。在道光（1821—1850）、咸豐（1851—1861）年間，朝廷一再頒下禁山的諭令，終使在山區種植玉米的範圍得以減少:66。但清政府用以阻止農民進入禁山的權力，終究有限，禁止開發的禁令只是延緩或阻撓了開發的趨勢，而非徹底拯救了荒野:912。
官府和民間對林地有一些維護和管理措施，包括：1.皇家狩獵的木蘭圍場，2.寺院森林，3.宗族和村落的公共森林，4.農業林，5.經濟林，6.原始森林:3。但到19世紀後期，這些森林管理案例幾乎都陷於崩潰。木蘭圍場在1820年後廢止了秋獮，允許百姓入圍墾荒；一些寺院方丈和僧人向木材商賣掉寺院的木材；原始森林也遭到砍伐。森林管理中比較成功的兩個例子是農業林和經濟林，如江西和福建北部的森林是由富商管理，為景德鎮的官窰提供燃料，保有森林比開墾農田更有經濟價值。杉樹等樹種因成長速度快並可提供燃料，也受到保護。在清末，福建閩江流域的居民一面伐木出售，一面補種那些經濟價值最高的杉樹和樟樹:332、343。僅存的森林或位於人力難及的地區，或禁止漢人進入的自然保留地，或少數民族地區，或是山坡上屬於廟宇或墓地的小片林木:403。在最險峻與最偏遠的山區，例如福建西部、雲南、四川西南部，以及沿朝鮮邊界的長白山地區，樹林殘存時間最久:88。

### 華北
華北可能是清代全國環境退化最嚴重的地區，河道淤積嚴重，使該區河流有泛濫、改道的趨勢。人類侵佔河岸與湖泊，使湖泊與水塘縮小或消失；築堤、開渠改變了河流正常的泛濫區，使河流在豐水期更危險，澇災頻發:1、3。每次洪水決堤後，河水所到之處變成澤國，乾涸後平原有時成為一片鹽碱沙漠，難以耕種。水運系統的淤塞使整個區域在水患發生時變得更加脆弱，主要排水區和曾經作為泄洪平原的淺湖地帶逐漸消失，使得降雨稍一過量就會危及當地農作物:371、475。
黃河下游在1670年代快速淤積，這是由於無法入海的洪水造成河道分歧，通往海口的主河道已「僅存一線」，沉積也逐漸加厚。負責治河的靳輔為了集中水流以沖刷積沙，沿河建造土堤，被分開的下游河道再次匯合，其治河計劃大致成功:571-572。在1645—1855年間，黃河南部河道每1.89年就出現一次水災:28。大運河中洪澤湖開始淤積，湖床不斷升高，1824年終於發生大決堤，洪水淹沒江蘇省東部地區，道光帝竭力遏制洪水和修復大運河。1852年，黃河榦流北移，由於山東北部的新河岸正在逐漸形成之中，在19世紀後半大洪水時有發生，破壞華北平原。淮河出海口完全被截斷，淮河河水只有通過洪澤湖進入長江，但這種入海方式不足以吸納淮河的水流，河水經常溢出做成泛濫。此時清政府已無力治理淮河:313、315，不能支付高昂的水利維護費用:56，因內外交困，無力調集資源著手解決淮河流域的環境惡化問題，陡然放棄淮河的治理，結果淮河管理徹底崩潰，周期性發生水澇與飢荒，導致整個流域經濟極度混亂:279。隨著朝廷退出黃河管理，華北平原的水利管理系統嚴重萎縮，生態平衡崩潰:53、46。19世紀時，水患經常發生:479；1855年黃河改道，此後不斷洪澇泛濫，在直隸省南部形成了淺而寬闊的沼澤:60、64。
清朝曾進行數個國營大規模沼澤排水工程，如在天津附近國有地種植水稻，結果有部份成功。反對此種計畫的是一些荒地所有者和湖泊的使用者，他們一向在這些地方割蘆葦、捕鳥和獵野鳥，然而，官方認為生產糧食才是最重要的:414。在京畿地區，為解決淤塞問題，清朝在位於天津和保定間綿延約130（80英里）的兩大湖泊「東淀」 和「西淀」之間，以及其南北約32（20英里）的地方挖掘引河，以排放淤泥，同時希望引出湖中的清水。東淀和西淀原是物種豐富的大型生態系統，是華北平原上最富於生物多樣性的地區，曾生活著鹿群、狼、豹、老虎，以及各種水鳥、貝類、魚類和龜類，當地也是候鳥遷徙路線上的棲息地。隨著東淀和西淀日漸淤塞，農民開始將其開墾為農田，到19世紀後期，該地的富戶已對肥沃的湖底泥進行開墾和耕作，東淀的規模也縮減到先前的三份一，並最終消失。隨著水泊自然生態系統的單一農業化，人類也就失去自然膳食的蛋白質來源，只能依賴耕地出產的糧食。生態退化是農村貧困化的重要原因:317、319。
在華北平原其他地區，隨著更多的植被和樹木被砍伐，泥沙不斷淤積，洪水也日趨頻繁和嚴重。大運河被廢置後，高粱秆等燃料都變得稀缺，木材用完，農民被迫燃燒畜糞這種效果極差的燃料:315-316。黃土高原方面，當地生態變遷的最嚴重後果就是水土流失，石山裸露，寸草不生。河流不但沖走表土，而且還要下切，河床越來越低。高原上到處都有並非常年存在的地表徑流，平時乾涸無水，只在夏季暴雨時節有水下流，將地面下切，形成大大小小的溝壑，並逐年加深加大，原來面積廣大的平原被切割成零碎的小塊:37-38。清代初期，熱河的山林峽谷原來有著森林和灌木草原，其南部有虎、鹿、熊等野生動物，因此承德早期成為御獵場。從18世紀起，漢人移民為了燃料和建築材料而伐林，到20世紀初，除了如武陵山那樣與世隔絕的深山老林及蒙古高原上的山嶺，幾乎所有的原始森林都消失:252-253。移民的採礦和農耕活動，迅速改變熱河的林木環境，木蘭圍場也向買地的人開放。到19世紀末，清朝最終決定將獵場對農業開放:258。

### 華中

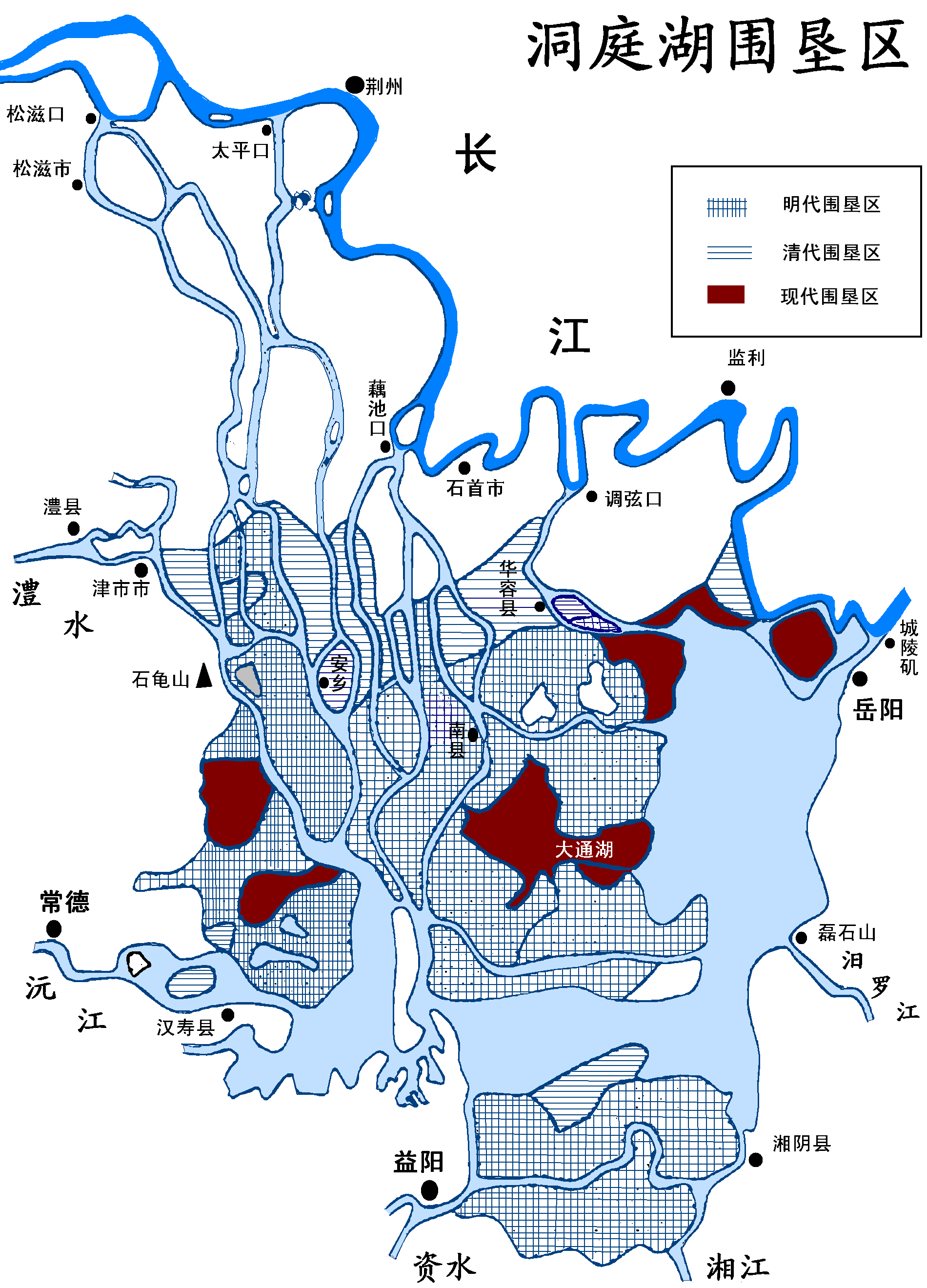
洞庭湖圍墾區

明末清初的戰爭，使湖北的水利控制系統難以為繼，堤壩受損，很多地區被淹沒達數十年之久。1680年代起，清朝投入大量資源重建漢水的堤防，其後地方富戶私人築壩圩田，進一步限制了江水的自然流動。在江漢平原，因堤壩失修而導致的決口日益增多，水災越來越多，到18世紀時，有些田地已變成永久性的澇區；在19世紀，洪水淹沒更多地區，當地農民開始種植那些能在汛期洪水來臨前成熟的作物或水生植物，有些人則索性放棄農耕，轉而從事漁業。在湖南，洞庭湖一直吸納長江和湖南一些河流過剩的水量，到秋冬二季長江水位下降時再釋放出來，洞庭湖這一功能使長江保持穩定:272、320。清代圍墾洞庭湖的高潮再起，康熙年間（1662—1722），政府不但不禁止，反而鼓勵開發垸田，免除新增垸田的稅收，結果圍湖造田引發水患問題，地方官員紛紛上奏建議廢田還湖，於是1748年清朝頒下禁垸令:94，禁止新建堤垸或在高地圍墾湖泊，但諭令普遍被忽視，私人的墾荒仍然繼續:275。當時人多地少，禁垸令難以生效，洞庭湖的圍墾活動在半開半禁的狀態下持續進行:94。
在18世紀，湖南省人口激增，到1800年增至1700萬人，建設了大量非法的私人堤壩，結果洞庭湖陷入堤壩的包圍，在清代有圍堤600處，湖面縮小的速度加快:52。19世紀時，洞庭湖由於開墾與淤積增加，以致湖面越來越小，湖底越來越高:427，不僅湖泊的容量急遽下降，往往淤淺，而且含沙激增，一遇汛期便洪水下泄，泛濫成災:52，導致更嚴重的洪水，到19世紀時釀成多次嚴重水災:274，長江平均每四年就發生一次水災:52。加高堤防雖可以保護某些地區，卻將水災轉移到其他地方，特別是變得低窪的舊圍田。因為大量增加的淤泥沉積，在19世紀下半葉時，湖的大部份已被開墾，總共有一千多塊地，加起來五百餘萬畝:427、415，到光緒（1875—1908）時，洞庭湖面積只剩下5400平方公里:52。
自16世紀起，江西的棚民逐漸向湖南遷移，砍伐洞庭湖周邊山區森林，進一步加劇了低地的洪水。到19世紀中期，湖南許多地方的清理和開墾已接近極限，人們為了獲得耕地，伐盡山上樹木，排乾所有沼澤，森林被耗盡所有資源。在山野地區，1720年代時還是虎豹橫行的，到1760年代這些野生動物已經消失。泥沙從裸露的山坡滑入河流，繼續流進洞庭湖，導致湖床升高和更多的洪水。19世紀初，官員更清晰地意識到生態危機，魏源指出洞庭湖周邊的堤垸雖或可以保護當地圩田免於洪災，但洪水會繼續向下流，危及長江下流幾個人口最稠密的省份:274-275。

### 江南
清代長江下游，稻作、絲、棉生產都接近極限，生產的提高和農業集約化，往往是藉著侵佔水道和水流平緩的地區。人們也開發丘陵，最初報酬相當高，但山林資源很快就耗盡了，自然界不可挽回地貧瘠化：森林破壞、表土侵蝕、河川系統破壞，使集約農業無法長期在丘陵上維持，並且威脅到谷地的農業生態，這種環境的惡化破壞了生態和社會系統的彈性。直到18世紀，江南一些幾百公尺高的陡坡和一兩千公尺的山峰，還是一片荒野:350-351，仍有一些盆地和河谷尚未被開發，雖有棚民在明代已遷入當地，但人數尚少:276-277。但在18世紀出現新的開發丘陵的方式，逐漸侵害它的恢復能力:351。因人口壓力，部份河谷地帶的漢人被擠出成為棚民，大量進入和開墾山地，使長江下游的山區環境大受破壞。他們主要種植需要較少勞動力的玉米；在砍伐原始森林，並將木材出售給或充作燃料後，棚民開始種植需要大量肥料的玉米，耗盡了山區土壤一二百年來積蓄的肥力，導致土壤板結而無法繼續耕種後，棚民接著遷移到另一片森林重覆這一過程:277-278，開墾並焚燒另一塊山地:361。中國東部和南部變得樹木稀少，丘陵侵蝕，而水災和旱災不斷威脅著在河谷密集的聚落和作物:388。
到18世紀中葉，山區棚民非常之多，「滿山相望」:278，「深山之中，幾無曠土」，這種生產技術破壞了當地及下游地區的土壤和水資源:361-362，導致山地生態環境嚴重退化，土壤缺乏腐殖質和酸性，以致灰壤化或磚紅壤化，一切農作物都無法生長，土地經常被拋荒。隨著山區水土流失，泥土和沙石從山上沖刷下來，毀壞平原和河谷上的良田:278。煤礦可改善燃料短缺，但開礦導致森林消失和土壤侵蝕，淺層煤礦的開採也會把礦渣污染傳佈到灌溉水道和農田中，土壤侵蝕和水污染都增加下游農業的風險:365。人們藉著圍田及開闢梯田創造新的田地，過往的荒地經由採用新作物和新技術而投入生產，甚至在丘陵土地也已經達到開發的極限:352-353。在山丘上，礦場與手工業作坊遍佈，人們加速採取木材、竹子等資源，而山坡則被清理出來種染料和纖維作物等經濟作物，以及新的糧食作物如玉米、番薯。山區資源的開採超過自然的再生或再造林能力，木材越來越少且越來越貴。有些商人租下山坡地，雇工割草，當作烹調的燃料出售。在19世紀初，據說柴薪賣得和珍貴的肉桂木一樣貴:355、357-358。18世紀景德鎮的衰落，可部份歸因於周圍地區森林的消失、木炭柴薪的嚴重缺乏，以及水運因河川淤塞而退化。在19世紀中葉以前，有些地方由於過度砍伐竹子和楮樹，造紙業亦開始沒落:370、359。
1740年以後，政府已意識到低地的過度開發，可能進一步促發洪水:904。許多官員建議控制、暫停或放棄開墾那些水道壓力特別大的地方:375。到19世紀初，當地人和官員都了解環境所受的破壞。在土地變得日益貧瘠的同時，一些大地主還在把湖泊、水塘和灘涂變成耕地，在太湖、南湖和鏡湖等地區不斷築堤圩田，導致湖泊面積縮小，增加了旱災和水災的可能性:278-279。稻田的開墾也到了極限。在明初，寧紹平原上有199個湖泊，而到20世紀前，除了44個被完全填平的以外，那些仍然存在的湖泊，面積和貯水能力都減小，幾乎沒有空間可供新圍田。水邊圍造的新水田，使另一些田地不能直接受到灌溉；灌溉水的需求上升而蓄水功能卻降低，這增加了水旱二災的風險:356、365-366。自19世紀初起，清朝官員開始禁止在長江下游的山區和水邊作進一步開墾，禁止人們種植玉米，以能保持土壤的作物來取代，並逐出短期遷入丘陵地區的勞工，但許多命令實際上無法執行，成效甚微:377、380。受威脅的棚民進一步加強對山地資源的開發:279。

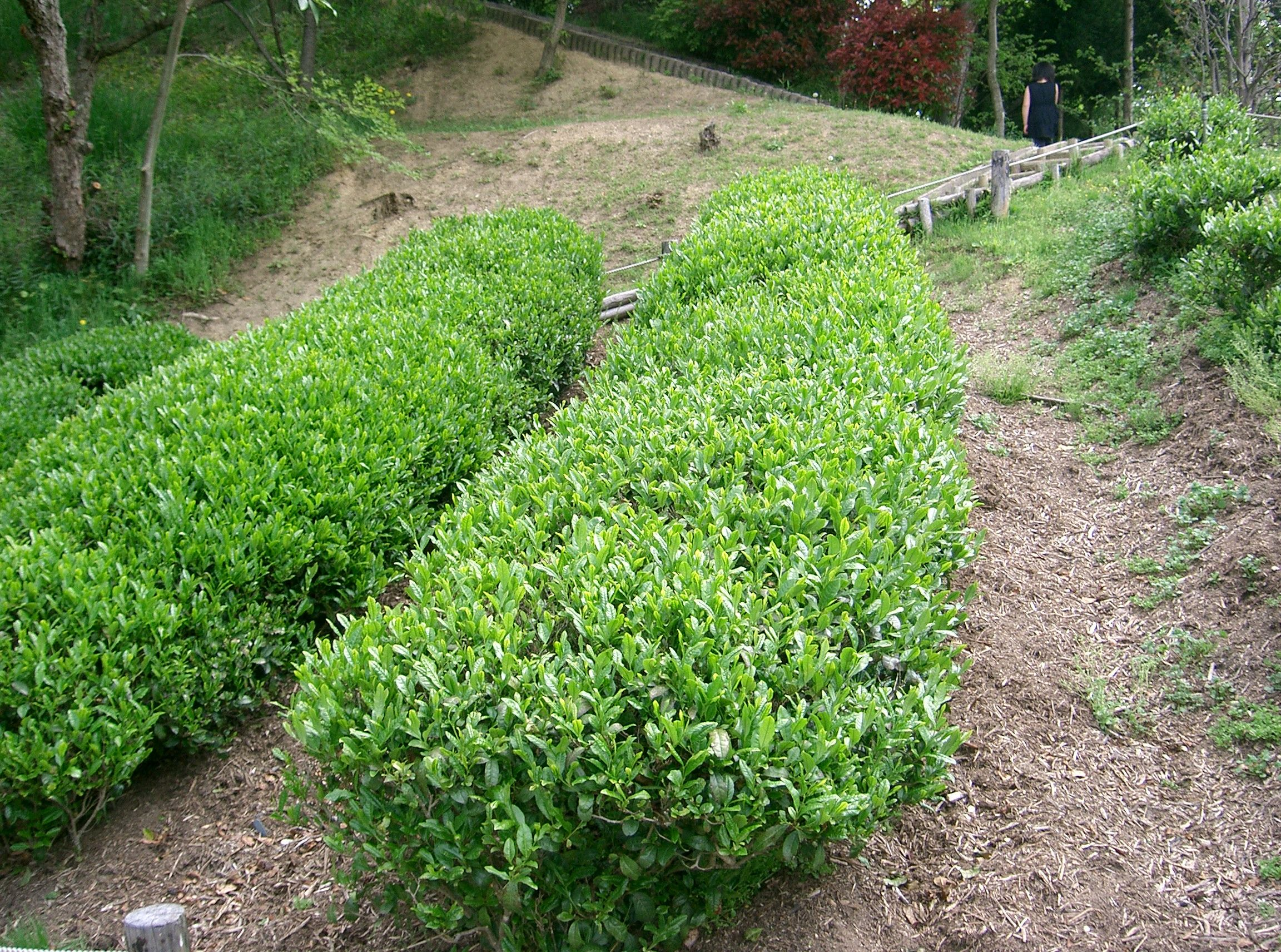
茶樹叢

人們在福建、浙江、安徽南部的山區大量種茶，雖然茶對環境的影響比一年生作物溫和，但茶樹叢也不像森林植被那樣能抓住土壤，茶園在大雨下會被嚴重沖刷:359。漁業方面，浙江沿海的舟山群島是重要的魚類養殖場，到19世紀後期，魚類存量漸趨耗盡，漁民所用漁網越來越細密，捕獲的魚也越來越小:344-345。

### 兩廣
華南的一些地區是中國環境退化最嚴重的地方。明代中葉以後，客家人遷移到華南各地山區，他們意識到山區環境的脆弱性，會補種樹木，以彌補那些被砍伐和賣到下游地區的木材。然而到清代，陸續有漢人出於人口壓力而從低地被排擠到山區，他們在砍伐樹木之後，種植玉米和煙草之類對養分要求很高的作物，官方禁令對制止森林砍伐和土地退化，幾乎沒有什麼效果:321。在兩廣，人們難以找到新耕地，開始深入山區，燒掉樹林，修築水壩，在珠江三角洲為形成新的沙坦而修築堤壩，很快就阻斷了河流的正常流向:273。華南各地農民習慣於每年旱季，放火焚燒自家附近的山坡，以驅逐蛇、老虎和盜賊，這種做法毀滅了絕大部份木本植物，使森林變成草地。一種非常堅韌的茅草會到處生長，並扼殺其他植被，這些茅草也無法阻止暴雨導致的山體滑坡:321-323。1700年時，嶺南有一半土地被森林覆蓋，但此後開墾與燒山活動加劇，大片的森林消失。19世紀初，廣東只有北部的南嶺地區還有老虎，到19世紀中期，人們居住的地區已幾乎沒有森林了，華南只剩下10%土地仍有森林:324-325、328。人們為求燃料和飼料，到山上撿拾一切草和樹枝，「山被剝得寸草不留，甚至連草根都常被掘起」:76。森林減少使洪水之災增加，破壞更大:327。
在海南島，漢人緩慢而穩定地遷入，到18世紀時，甘蔗和水稻]成為海南島的兩大輸出品。漢人把島上五指山地區留給了生黎，該地成為最後剩下人跡罕至的荒野:256-257。

### 臺灣
臺灣島上原有的植被並不都是森林，也有很多草地，到處生長著鹿群。當地原住民大致可分為山區（高山族）和平原（平埔族）兩大族群，並不善於農耕，主要以狩獵採集為生，人口密度很低，必要時也進行刀耕火種的農業:258-260。17世紀時，臺灣漢人僅定居於西南一隅，島上自然環境仍保持原始景觀:303。在17紀末的臺灣，行人在郊野中完全被野生植物淹沒:72。18世紀起，漢人移民漸多，島上鹿場漸被開闢作農田，鹿群數目大減；瘴氣也不再是嚴重威脅。在1720年左右，彰化以南平原之地已經開墾，彰化以北則大多是平林曠野:307、314、318。臺灣土地開發活動大都發生在低海拔地區，即平原、盆地或河谷，開墾運動並沒有觸及森林的核心:1021。隨著漢人客民的增加，耕地的開墾逐漸向山區擴張。清政府試圖把漢人和原住民分隔開來，在1722年立石為界，禁止漢人進一步向高山族原住民的領地遷移:260-261，定出一條分隔漢人和原住民的「番界」，番界通常位於平野與山區的鄰接處，其設立頗能有效阻擋漢人入山伐木:1021-1022。
出於人口壓力，清政府最終讓步，不再禁止漢人開墾原住民的土地:261。當時清廷伐木的目標僅在樟木，沒有必要爬入高山，臺灣森林並未大量耗損:1027、1031。到19世紀時，臺灣西部平原已經和福建和廣東地區非常相似，大量鹿群已消失，森林被清理，漢人定居農業取得勝利:262。1875年，沈葆禎廢除禁止越入番界的禁令，此後20年間，一般漢人付費後，可以自由地利用山林資源:1032。1880年代後期，清政府推行各種「開山撫番」措施，打破過去漢番隔離的狀況，讓農民發展茶樹和樟腦種植業:262。為了熬製樟腦，漢人往山裏砍伐樟樹，而砍伐過的樟木跡地通常也被移作耕地，森林損耗也就無法挽回。不過在乙未割臺之前，樟腦的產量還不算很大:1041、1043。

### 西南
清朝佔領西南前後，商人和政府的伐木和開礦（鐵、銅、銀、錫等）對環境造成很大的破壞:397。18世紀初，清政府更積極地採取拓殖政策，更多漢人遷入雲南。雍正帝有意獲取西南地區的礦產和木材，採用改土歸流的政策，漢族士兵繼續從土著處獲取土地。美洲作物的引入，以及從客家人和棚民那裏學到的開墾技術，使漢人活動不再限於河谷地帶，而是可以深入西南漫山遍野的森林:279、235。他們迅速砍伐樹木，到19世紀初，滇南的深山密林幾乎已經消失，取而代之的是密集的農作物和山上的茶林。矮小的茶樹卻不足以阻擋雨水和保護土壤。在18世紀中期，雲南的銅礦開採發展達到頂峰，煉銅需用柴炭，滇銅盛時年產一千餘萬斤，即需木炭一億斤以上，結果礦山附近的山林伐盡，燃料的枯竭比礦藏的衰竭來得更快；而老林伐盡，生態破壞，又加重了水患:280-281、237。

### 東北
清朝決意把東北部的故土封禁起來，以維持滿族的戰鬥力和對本民身份的認同，通過修築和種植「柳條邊」把漢人隔離在東北地區之外。盡管滿人也在一些河谷從事農耕，但東北大部份地區都覆蓋著原生松樹林，遍佈野生動物，包括東北虎、棕熊、水貂、鱘魚和鸛，還有生長在森林的人蔘。清政府從東北採買各種食物，到18世紀初開始出現供應短缺:245-246；松子和松果從前很容易採集到，到18世紀後期，要取得松子和松果的唯一辦法卻是砍倒樹木。1822年以後，旗人已無法再捕獲到熊和豹運往北京:247、302。嘉慶（1796—1820）以後，漢人移民的屯墾區深入至松花江上游，吉林已大量從事農業:57。1860年後，清朝改變政策，「移民實邊」以增加稅收，漢人開始大量遷入東北，到清末東北人口激增至1700萬:340，使當地得到進一步的開發，範圍擴及黑龍江，東北地區原始森林大為耗損:57。當東北和西伯利亞因鐵路建設而開發時，中國訂下一個條約以供應枕木，並設立了二家林業合資公司，這標示著東北的森林資源開始以現代的方式開發，主要由俄國和日本公司來進行:403。

### 西北
清朝西北部的草原縮小，被改變成耕地並且沙漠化的速度加快:388。康熙（1662—1722）以後，墾殖向山區擴張，使陝西、甘肅、青海、寧夏地區的森林遭遇不可逆轉的破壞，導致水土流失、生態失衡，物種退化，以致滅絕。後果之一是陝、甘、寧北部草原的沙漠化，加上戰亂與燒荒，清朝用兵西北時，下令焚燒草場來制敵取勝，嚴重破壞生態環境，形成橫跨內蒙、陝西、寧夏的毛烏素沙漠:74-75。內蒙古的科爾沁沙地和鄂爾多斯高原最初覆蓋著草地和森林，在清朝中期，土地大規模開墾，沙漠化開始發生。18世紀中葉，清政府引進「移民實邊」和「借地養民」的政策，陝西北方明長城以南一百里內的沙漠漸次形成:390-391。在19世紀末20世紀初，清政府和蒙古貴族將科爾沁地方原本用作放牧的自然草原賣給漢人農民，結果經過幾年的農墾後，表層鬆散的土壤被吹走，而風蝕作用將耕地變做沙漠，牧場也趨惡化，牛群只能安頓在不斷縮小的地方。1900前後，清廷允許甚至是鼓勵漢人去蒙古地區殖民，以加強國防和增加歲收。許多蒙古人也變成農民:394-396。

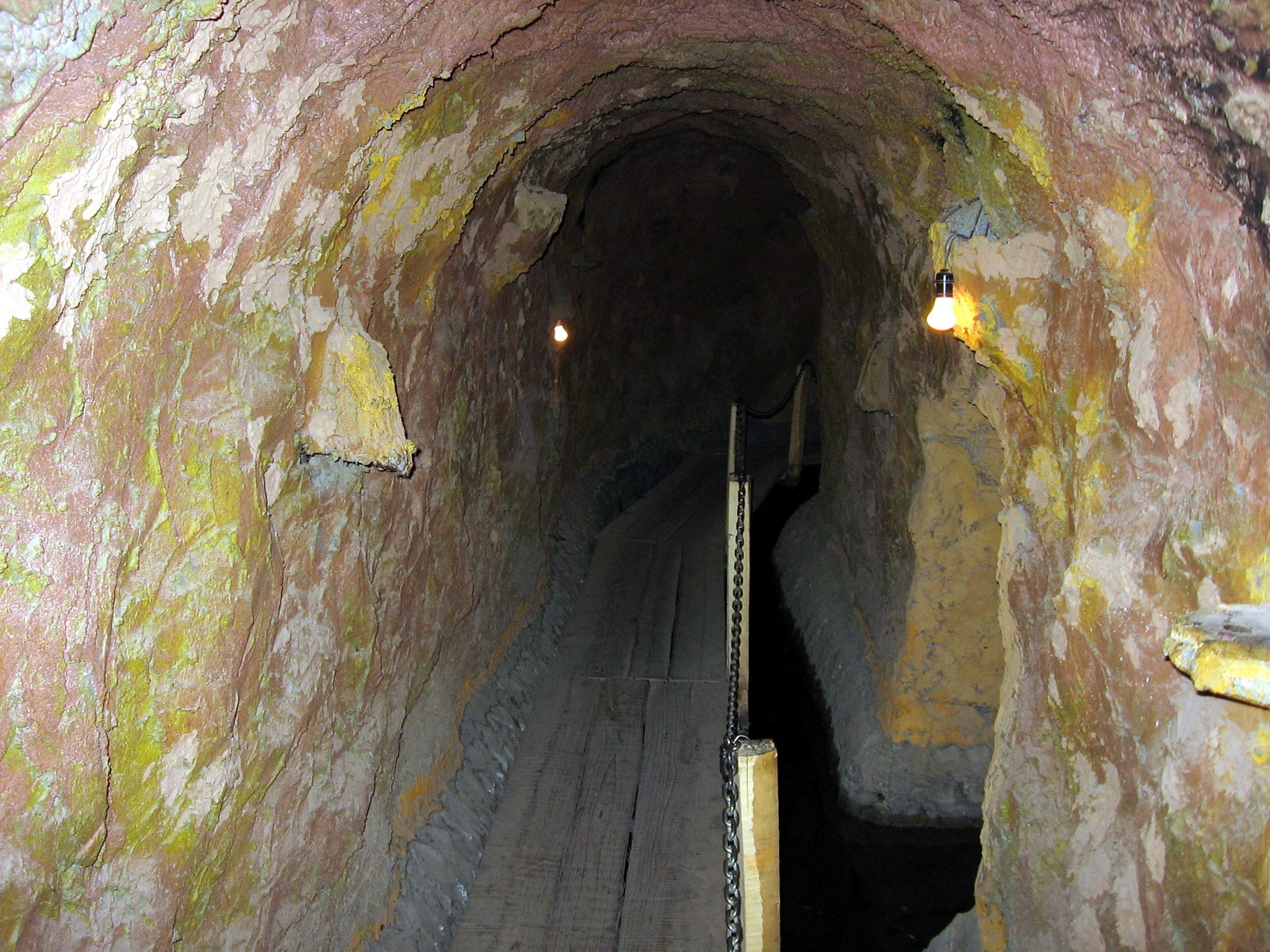
新疆的坎兒井

在西北，乾隆帝擊潰了準噶爾汗國，使準噶爾人幾乎滅絕，準噶爾地區成為空白的空間，留待漢族農民、滿族旗人和回民等移民再行充填。通過屯田，中國軍隊將草原上肥沃和有水源的土地改造成農田；若有融雪形成的河流，塔里木盆地綠州周圍的沙漠土地也被開墾，從1760—1820年間，有超過一百萬畝的土地開墾為田。這些草原在被犁耕過以後，很可能造成水土流失和草原的荒漠化，難以恢復原貌:248、250。新疆的天然樹林分佈於阿爾泰山和天山一帶，由於管理不善，任人採伐，茂密的森林大片地消失:76。在乾燥和半乾燥地區，開墾土地完全依賴修築灌溉水道，這些雖然有益於農田，卻有損鄰近地區用水者:412。新疆地區採用坎兒井的灌溉方式，把山上融化的雪水運送到農水裏，使沙漠得以繁榮:77。1840年代初，林則徐在新疆建立灌溉水道，使天山山脈的水都流到有良好灌溉組織的區域作為農業使用，但工程也限制了此區的水資源利用，有害於既存的農地和牧地:413。在河西走廊地區，清中葉時，眾人入祁連山砍伐；森林消失後，山上的積雪失去蔭蔽，春暖後雪立即融化，水流無處收納，形成水災，秋天用水之際又無水可用。故河西地區自清中葉以來，水災及旱災的次數都大增:12。

### 西部
在清代唯一沒有出現環境退化的人類農業生態系統，是成都周圍的四川盆地。當地農業精耕細作，也細心栽培樹木，包括竹子、油桐、桑樹、杉樹、漆樹和各種果樹。當地氣候潮濕，植被繁茂，成都平原一直也有良好的灌溉系統，秦代建成的都江堰水利工程仍然運作良好。當地每個農場都有自己的一小片竹子、杉樹、棕櫚樹、油桐、漆樹或果樹林；岷江沿岸也生長著很多樹木，綠意盎然:324-326。青藏高原的許多地方原本都長有森林，千百年來，這些原始森林被藏民清除，代之以可以餵養牛羊、具有高度再生能力的低矮植物，如禾科植物、叢生植物以及匍匐植物。在適度放牧下，形成種類豐富、高約及膝的低草植被。這些植被能保持水土，故此森林雖被清除，但山坡並沒有變成不毛之地，而是成為藏民放牧畜群的草場，也避免了水土流失和把生態問題帶給下游的四川盆地:326-327。

## 中華民國

### 大陸時期

#### 資源問題
在20世紀早期，毀林以及由此造成的嚴重水土流失和土地鹽碱化，成為當時中國農業欠發達的主要因素之一:2。中華民國很快就意識到森林資源枯竭的問題，在1914年頒佈《中華民國森林法》，呼籲各省制制定造林計劃，但當時政府無法把計劃真正實施。蔣介石認識到木材的經濟價值，設立了全國植樹節，並在福建建立苗圃以提供樹苗。植樹造林政策在閩江沿岸的綠化中略有成效，但1937年抗日戰爭爆發後，國民政府的造林工程就無以為繼:343-344。鄂爾多斯高原的沙漠持續擴大，特別是在民國頭十年內，綏遠的沙漠增加了四倍:390。1920年代時，漢人大量移居蒙古，山中獵物、松樹和羊群都越來越少:107，改變了草原生態。到1930年代，漢人把宜於放牧的土地都開墾出來，表層良好的土壤被大風吹走後，剩下只有沙子:341。1930年代，嶺南地區的森林亦已被砍伐殆盡，只有1%—5%的土地是森林:35-36。
在東北，農業聚落從南邊擴張，在1914年，有四分一的東北荒地被開墾:393。遷往東北的漢人大多留在遼東半島的農業區，沒有進一步深入北部和山區的曠野和森林。到1930年代，東北地區尚有一半宜耕地尚未開墾，但漢人也沒有保護森林，只是緩慢地伐林。20世紀初，俄國和日本對東北地區的森林作出史無前例的最廣泛破壞:341-342、301，在日本人的統治下許多森林被清除，包括廣大的樟樹森林:101。在1930及1940年代，日本從東北掠奪了7000萬立方米的木材，佔當時中國全部木材儲量的十分一:301。東海漁業方面，民國初年，漁民年復一年在同一近海漁場捕撈，導致地方性的漁業資源的枯竭，所產魚類日漸瘦小。日本拖網船在黃海上過度捕撈，減少了中國捕魚船的漁獲量:73、77。漁民使用有很細篩目的張網，捕獲了大量幼魚和魚卵，導致近海魚群的衰竭:91-92。到1930年代，舟山群島黃魚漁場的生產力明顯下降。面對日本人的競爭，中國漁民盡可能地捕魚，而沒有考慮保護資源。1940年代抗日戰爭期間，中日兩國漁業都出現大幅下滑，魚群暫時獲得休養生息:114、166。

#### 水患及河流治理

1938年花園口決堤後的黃泛區

民國初年，自然災害發生的頻度和規模都遠超過往中國任何一個朝代，環境惡化尤其是主要水系的淤積是史無前例的，幾個世紀以來對森林的濫伐、土地的密集開墾和對河流的過度控制，累積的後果造成空前的環境問題。20世紀前半葉大規模自然災害的死亡人數，超過了近幾個世紀的任何時期。黃河河堤時常決口，長江於1931年發生特大水災。1930年代糧食產量比清代時的有所減低，河流系統的惡化進一步抑制生產力發展:423、431。洞庭湖面積急劇減少，長江沿岸的洪災則增加，因此導致了五省受淹、幾百萬人喪生的1931年長江大洪水:155。國民政府試圖創辦集中統一的機構治理淮河，於1927年成立淮河水利委員會:280。但1930年代國民政府實現淮河水利計劃的能力，受制於地方資源控制困難，有幾項工程雖已完成，但比原先的設想規模更小且更慢。1938年蔣介石下令炸開於花園口附近黃河南岸的大壩，加劇淮河下游的困難情形，並摧毀了此前興建的大部份水利工程:284-285。
抗戰初期，為了減慢日軍前進速度，蔣介石下令在1938年6月9日挖開鄭州東北面的黃河大堤，使洪水傾瀉到淮河、洪澤湖和大運河流域約7萬平方公里的土地上:346，洪流一路向東南奔湧匯入淮河，最終分散成一條條狹窄、淺淺的支流注入淮河，淹沒淮河東西兩側的土地。洪水淹沒了豫東45%的村莊，沉澱了大約一億噸的淤泥，造成河南、安徽和江蘇80多萬人死亡，近400萬人流離失所:38-39。洪水退去後，泥沙掩埋了大片的耕地，無法耕種。在一些洪泛地區，黃河泛濫抬高了地下水位，導致被掩土地鹽碱化:82、85。鹽碱化摧毀了幼芽，阻礙作物的生長和減少收成。饑荒中人們以樹葉和樹皮充當食物，使樹木進一步減少:220、170。數年之後，黃河河道仍然有變，大量農田都淤積著河水和泥沙。到1946年，黃河終於回到了北面的故道:346。在戰後，河南人們砍伐了所有小樹木和灌木，收集一切稻草作為燃料出售。決堤之後，許多河南難民逃到陝西，國民黨和共產黨在當地都盡力開墾土地，從1937年到1945年，整個陝西森林面積從25%減少至16%:225、191。在國民政府的安置下，2.5萬名難民到陝西黃龍山一帶開墾荒地，到1942—1943年，又有20萬人遷到黃龍山墾區。難民清除當地的樹木、灌木和草，種植穀物、玉米、馬鈴薯和蕎麥，幾年間就出現水土流失和耗盡土壤養分:347。

### 臺灣時期

#### 伐林
20世紀後半是臺灣森林植被面積耗損最嚴重的時期，在1954—1972年間伐木規模最大，從1964年起，每年伐木面積超過一萬公頃，即連續兩年伐木面積的總和，超過了整個日治時代的總伐木面積。此時大規模伐木的目的是為了換取外匯，木材出口遂以高價值的紅檜、香杉和扁柏等為主:1051。此時伐木工作所以能大規模展開，有賴伐木工具的改善和運輸工具的改變。日治時代以鐵道為主要運輸途徑，能運出森林的木材較為有限，但自1958年大雪山林業公司開始營業後，開闢林道，改以大卡車運木，遠比鐵道更能深入森林，除了使森林耗損更快速外，對山林水土保持的破壞也更為嚴重。伐林之餘，政府也從事植林，但因樹苗存活率有限，而且造林需時，森林仍有所耗損。在1954—1972十八年間，森林面積損失了超過10萬公頃，約佔全島總面積的3%:1055、1057。在1968年，森林面積約有222萬公頃，佔全島總面積約55%:320。由於經濟開始工業化，不再仰賴農林部門賺取外匯，自1972年開始，伐林速度減緩下來。到1990年代，原則上已停止伐林，舊有林場都改為森林遊樂區:1057-1058。保育方面，為保護山林，在1980年代臺灣政府先後設立墾丁、玉山、陽明山、太魯閣等國家公園:132、134；民間保育團體把1999年訂為森林文化年，發動保護森林運動。2000年以後，盜伐、濫墾的情況仍有發生，但面積所佔比率不高:320。

#### 水污染
臺灣水污染來源主要分為3類：市鎮廢水、工業廢水和畜牧廢水:91。在1970年代，工業廢水是水污染主要來源。1986年初，臺灣西南沿海連續發生養殖牡蠣和草蝦苗大量死亡的事件，問題癥結在於水質遭受污染。政府隨即立法，對重大污染的工業，或嚴重污染之河流流域內的工廠，若經常排放污水而不改善，則採取按日連續處罰，以促使污染者早日改善防污設備:89。自1993年以來，廢水總量已漸減少，工業廢水與畜牧廢水的比重也相對降低，市鎮廢水的比重相對提高。以2017年為例，污水總排放量為每日657.47公噸，其中市鎮污水多達每日531.58公噸（佔80.85%），而工業廢水僅有每日55.25公噸（佔8.4%），農業廢水則有每日70.65公噸（佔10.75%）:91。目前臺灣工業廢水已得到相當的控制。至於市鎮廢水處理率，整個臺灣在2006年底僅有33.7%，顯示污水下水道的建設亟待加強，如此才能削減市鎮廢水。各種廢水從污染源排出或滲出，污染了河流、水庫、地下水與海域等水體:130、92。在1987年，嚴重污染的河流長度佔11.4%，而在2003年，河流污染程度達到高峰，嚴重污染所佔長達15.8%。此後2004—2017年十餘年間，河流污染程度有所改善，僅佔7.6—3.5%。但河流水質的改善，除酸鹼值以外，多仍是很不理想:94、130。

#### 環保
1970年代開始，臺灣開始關心環境污染及生態保育問題，進而自1990年代以後重視環境保護及永續發展。從1970年代開始環境問題成為公開討論的社會問題，人們開始認為，公害污染是臺灣重要的問題，而公權力不彰是造成環境惡化問題的主因:308、301-302；1980年代環境運動興起，民間反政府環境政策的運動不斷出現，一再改變政府的發展政策:134。自1971年開始，政府陸續制定新的環境法規，包括《國家公園法》、《空氣污染防制法》、《山坡地保護利用條例》等。對於沿海環境的保護，政府於1980年代公告實施「臺灣沿海地區自然環境保護計畫」，作為淡水河口等12處保護區的管理依據:305-306、324。1987年行政院環境保護署成立後，政府在環保方面有較大作為。同年行政院發布《現階段環境保護政策綱領》，揭櫫「保護自然環境，維護生態平衡，以求世代永續利用」的目標，並揭示國民及產業都有責任與政府共同致力於環保，環境保護與經濟發展應兼籌並顧:303。在1990年以前，政府於環境法規的執行低度執法，長年低度管制的結果，使業者沒有意願依法完成應辦事項，導致嚴重重污染。直到1990年以後執法情形才有所改善:308-309。為防制空氣污染，臺灣共設立85個空氣品質監測站，訂立空氣污染指標，在2000年代，從空氣品質監測日數及良好比率的增加，可見空氣品質已有改善。野生動物保護方面，臺灣至2009年共設立85處自然保護區，總面積超過一百萬公頃，包括野生動物保護區17處:315-316、322。

## 中華人民共和國

### 伐林
在1950年，中國大陸土地的森林覆蓋率，縮小到5%—10%:335（一說8.19%:60）。以人均水平而言，中國大陸的森林資源在全世界160個國家中排第120位。以海南島為例，1950年時，島上剩下25%的地區仍有森林覆蓋，在其後20年中，政府的發展計劃使森林佔地比例下降到7%:364、258。1949年以後，中國大陸有四次大規模的森林砍伐：1.大躍進；2.「以糧為綱」和文革期間的「學大寨」運動；3. 1980年代解散農業集體化並引入家庭聯產承包責任制；4. 1990年代國有林場和國家自然保護區以森林資源牟利。中國大陸農民將前三次伐林稱為「三大伐」。大躍進中，煉鋼爐大約有60萬座，所需木炭全都是通過砍伐當地森林而提供:376。人們為了給小型冶鐵爐提供燃料，毀壞大片森林:4，土法煉鋼政策消耗了中國大陸10%的森林:48。文革時期，政府公開認為森林是使用土地低效率的方式，應讓出土地來種植糧食或果樹，政府也提出「以糧為綱」，向荒山要糧，結果大面積森林被毀，特別是在雲南、四川等西南省份:377-378。過去長江中游水流清澈，但因四川盆地剩下的林地大量人為侵害，到1960年代晚期則全年都相當污濁:75。
在改革開放初期，耕地和林地都轉移到承包合同的農戶手中，為了伐木造房，在南部和西南省份發生嚴重非法砍伐森林的事件。在1981—1985年，單是建築房屋就消耗了1.95億立方米的木材，相當於一年林木的全部生長量:379。在1980至1990年代，由於筷子、家具、紙張的巨大需求，木材產量直線上升。在1900年代中期，在全國140個林區中，有25個的樹木砍伐殆盡，有61個砍伐速度超過恢復速度:58。1992—1998年，國有林業公司運用重型機械和電鋸，在四川西部、長江源頭、雲南西北部、秦嶺和黑龍江流域大片砍伐山林，將木材變賣。1998年長江發生大洪水後，中國國務院宣佈禁止四川西部的森林砍伐，隨後禁令擴大到其他地區。然而中國大陸仍在快速開發和消耗森林資源，自然環境仍舊在不斷退化:380、369。在20世紀末，人均木材儲量大約是每人10立方米，僅是世界平均值的八分一:22。隨著中華人民共和國加入世貿組織，日本、臺灣的一些跨國公司也涉足中國大陸的林木採伐業，在21世紀初，中華人民共和國成為世界上最大的木製品出口國:57-58。

### 造林
中國大陸森林主要存在於東北地區北部、雲南西南部，川西與藏東交界、鄂西與川東北交界、福建中南部以及秦嶺山脈。保存到20世紀晚期的佛寺，也大多保持寧靜氣氛和周邊的森林。此外有兩處山區的人們種植林木：在浙江與江西交界的山區，商人植樹賣給景德鎮窰廠作燃料；在湖南南部及兩廣北部山區，苗民和漢人都會在砍木後補種樹木:364、180。為了解決環境退化問題，中華人民共和國開展了很多植樹造林工程，政府開始在荒地和山坡上造林，但成效不大:392、365，樹苗的實際成活率低於30%。最早1950年代開始的沿海防護林體系建設，旨在穩定沿海省份荒蕪的海岸山地:366、393。大躍進時期開展水土保持運動，種植大規模的防風林帶，但只有30%的防風林活下來:214。出於造林運動或自然再生，大躍進後樹林慢慢有所復甦:185。在1960年代，種植樹木的計劃大都並不成功，超過一半以上的樹因缺水而種不活。活下來的樹，多因當地農民為了得到燃料與建材而遭劫掠:75。毛澤東時代的造林和保護工作，使森林覆蓋率增至12.7%:366。
1980年代的太行山綠化工程建設收效甚微；另一項長江中上游的造林工程始於1990年代中期。1980—2000年間，森林覆蓋率攀升至18%，這是因為私有產權制度確立促進了造林工作，也由於三北防護林這一巨大工程:393、366-367。三北防護林是中國大陸規模最大的綠化工程，在黑龍江到新疆總面積3700萬公頃的乾旱草原上開展造林工作，從西部的喀什地區直至東部的大興安嶺，覆蓋面積達400多萬平方公里。然而實際森林面積遠低於官方公佈的數據，如1979年的實際數字要比公佈的少三分之一，數十萬畝的樹苗無論是死是活，都被算作森林覆蓋面積。三北防護林工程希望制止沙漠繼續向東南方蔓延並進入華北地區:393、367，但那些新種植的樹木成活率很低，地下水位也在嚴重下降:360，三北防護林地區仍持續發生荒漠化，令人懷疑這項工程最終是否能取得成功:394。1999年起，中華人民共和國政府推行「退耕還林」措施，把農地轉變為森林，向受影響的農民提供補貼並付予植樹費，但其計劃有時由於樹種選擇不當而造林失敗。總體而言，退耕還林計畫下中國大陸森林覆蓋率從2000年的20%增加到2020年的近23%，重新造林面積約為2400萬公頃:243、183-184。
中華人民共和國政府統計數字下的森林，常常是由單一樹種構成，而不是像天然林那樣的多樹種混合。單一樹種的的樹林，無論是松樹、楊樹、桉樹或橡膠樹，都更像人工林，無法支撐野生物種的生存。如在雲南用橡膠林來取代熱帶雨林，雖然可以供應有價宜的橡膠，卻破壞了長臂猿的棲息地。這樣的植被雖然也可以保養水土和實現碳封存，但很少有動物能在其中健康生長:366。目前狀況是樹多森林少。各種造林工程種植了大量樹苗，但即使成功長大，也更像是農場而非森林。據報在東北國有林地區，人工種植了大約350萬公頃的森林，同時由於封山育林，有410萬公頃的次生林得以恢復。然而這類森林絕大部份是人工林，很難實現保護生物多樣性。獎勵農戶植樹的措施所收獲的也大多是經濟型林木（如果樹），而不是重建健康森林:393-394。

### 國家自然保護區

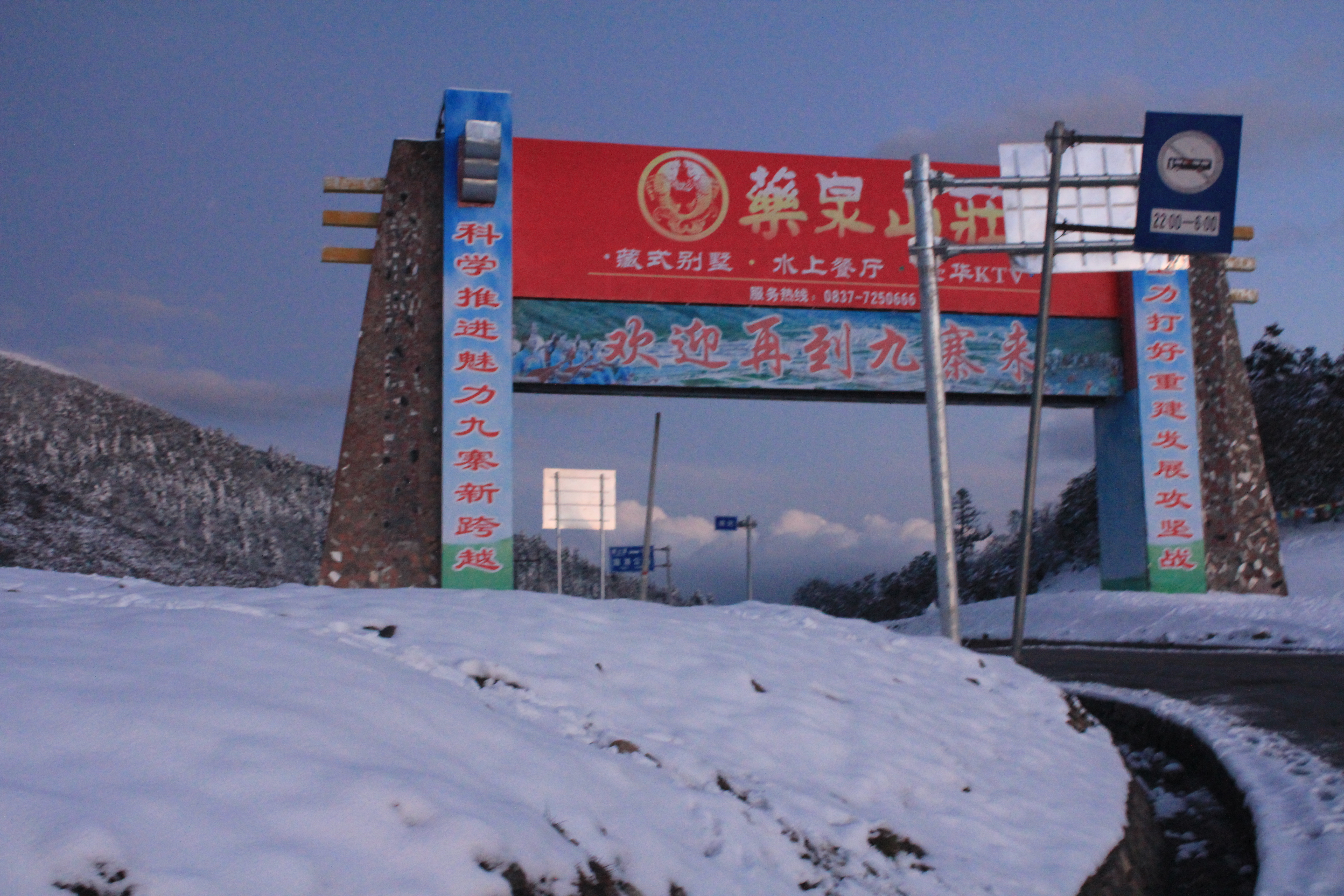
王朗國家級自然保護區

一些政府官員有意建立森林保護區和野生動植物保護區，1956年最早成立的鼎湖山保護區位於廣東肇慶。1980年代，保護區數目迅速增加，1990年代起，一些原始或為瀕危物種棲息地的地區被劃為自然保護區:389、2，到2004年已達2000多個，佔陸地總面積近14%。最重要的森林保護區大多是南方的佛寺。在中華人民共和國自然保護區中，最受國際關注的是專用於保護大熊貓的自然保護區，如四川平武縣的王朗國家級自然保護區。雖然中國大陸建立了兩千多個自然保護區和越來越多的「國家公園」，但很多其實沒有真的運作，有些國家公園根本沒有護林員:389-390。自然保護區沒有國家配套資金的支持，其中三分一都只是「紙上的公園」，沒有實質上的標識與邊界，很多負責管理保護區的官員都住在縣城而非保護區裏。由於缺乏資金，管理員都「發展自己的產業」，生態旅遊引來了對野生動植物的非法盜採盜獵，修建公路干擾了當地的生態系統，僅有的資金用於建造賓館。管理員甚至與公司訂立合同，開發保護區的資源，例如將湖泊和沼澤改造成魚蝦養殖場。森林繼續被砍伐，老虎受到非法捕獵。保護區優先保護遊客，很少抓住盜獵的罪犯。保護區域往往設置得太小，伐木、修路和養魚把保護區的生態系統分割得支離破碎，成為四面楚歌的孤島:391-392。

### 土地退化
中共所承繼的，是一個已嚴重退化的自然環境。1950年時，幾乎所有耕地都缺乏一些關鍵的營養物質，特別是氮。農民已沒法給耕地補充氮肥以提高糧食產量，不但不能為工業化提供盈餘資金，連養活不斷增長的人口都成問題:328、334。大躍進期間，華北等地的農村極為貧瘠，連老鼠都找不到，華北平原的自然環境已極為退化和貧窮，已沒有棲息地來維持任何野生動物的生存。野生物種的消失，意味著整個自然生態系統的崩潰。農業生產力無法大幅提升的原因之一，是化肥的短缺，1949年時，中國大陸只有兩家化肥廠，之後又建設了幾家化肥廠，但化肥一直供不應求:362、353-354。1972年，美國尼克松訪華後，簽署的第一份商業協議，就是為中國大陸引進13套世界最大規模生產氮基合成化肥的合成氨裝置。到1980年代，中華人民共和國發展出自建化肥廠的能力。大量使用化肥，促使農產量大幅增加。在1976年以前，中國大陸糧食總產量的確有所增加，其代價是向更加邊緣地區拓展農業，以及進一步破壞森林、草原和水域:361、352。從1949—1980年，中國大陸耕地總量增加了50%，達到1.2—1.3億公頃，新增耕地主要來自東北和雲南的森林，以及內蒙、甘肅和新疆的草原。在這30年中，新墾耕地的數量，幾乎相當於從漢代到宋代所開墾土地的總數，土地的開墾導致環境的退化:354-355。
大躍進時期的水利建設效率不高，引發澇災和土地鹽碱化等問題，水庫和灌渠的興建阻礙了排水，由於土壤中水的飽和，鹽和其他礦物質被析出地表，給土壤肥力帶來災難性影響。由於排水不暢，華北平原2/3的灌溉土地都受到鹽碱化的威脅。河北、河南和山東的耕地一度有190萬公頃到320萬公頃發生鹽碱化:216、238。沙漠和嚴重退化土地佔全國土地面積的1/4，1970年以來，沙化的速度提高了一倍。通過植樹造林和退耕還草，政府努力遏制沙化，但效果不如人意。全國有30%的人口生活在受沙漠化影響的地區。在1990年代後期，華北每年平均發生35次沙塵暴:9、60。

### 草原
1950年代的農業集體化和大躍進，都加速了草原的退化。在1965年，退化草地面積達到100多萬公頃。文革時，政府提出以糧為綱，華北、西北的草原即使沒有灌溉設施，都用於耕作，隨著大風對土壤的侵蝕，那些新開墾的農田很快變成沙漠:384、378，以糧為綱的政策，致使大面積的草原被毀於開荒活動。牧民本身也破壞草原，五口之家的牧民，每日要燒沙蒿草5至8公斤作為生活燃料，一年內等於破壞10—16畝固定草原，據估計，中國大陸沙化面積總額的28%就是牧民燒草的結果。1980年代與1950年代相比，全國產草量下降30—50%，於是牲畜營養不足，大量死亡。在河西走廊和鄂爾多斯高原，都有嚴重沙漠化的現象:40、42。由於過度開墾和放牧，草原面積不斷縮小，在1970年代年均損失量為約1560平方公里，到1990年代增加至2460平方公里。到2000年，中國大陸超過四分一的陸地都變成荒漠。1980年代，國際市場對羊絨需求暴漲，牧民開始用山羊取代綿羊。與綿羊只吃草不同，山羊吃草時還會把灌木的根莖也一起吃掉﹐這是草原荒漠化的一個主因:383、386。
2002年，政府頒佈《中華人民共和國草原法》以制止沙漠化，但成效不大，移動沙丘依然增加，野生動物則在減少。2000年後，國際市場對麻黃草需求急增，草原牧民因而擴大種植麻黃草，甚至放棄放牧，麻黃草的種植結果加劇了植被消耗和荒漠化。在內蒙古，遊牧生活方式其實更適應當地草原與沙地相混雜的地形，但蒙古人傳統的遊牧生活正在消失，絕大多數人都不再養馬了:386-388。自1950年以來，環境退化使草原面積減少了30%—50%；在21世紀初，在大約4億公頃的草原中，90%以上已經退化或過度放牧，50%以上有中度到深度的退化，導致生物多樣性的減少，降低涵養水源的能力:59。

### 治河與治水
中華人民共和國政府提出的第一份大河水利計劃，就是淮河計劃。從1950年開始，計劃開挖上游水庫，在中下游加固堤壩，在下游提高蓄洪和排洪能力:286。1950年夏季淮河發生洪災，毛澤東號召一定要把淮河修好，掀起一場治理淮河的群眾運動，號召「要高山低頭，叫河水讓路」，此後7年政府動員數百萬農民，用鐵鍬鏟走土方，清理了通向大海的170公里河道，挖掘和建設淮河進入長江的新入口、蓄洪的水庫和防洪的堤壩，但到1954年當地還是發生大洪水:397、314。工程最初的任務只是排洪，但後來政府認為應把水蓄積起來用於灌溉，在淮河的支流上增建了很多土壩以形成水庫，結果在整個淮河流域一共建設了大約4000座水庫:397-398。但大躍進及以後時期淮河工程質素欠佳，1975年，修築於大躍進時期的兩道大壩崩決，1991年淮河大水災，都表明一些河流設施低於規格:287。1975年8月，淮河流域發生世界史上最具破壞性的水庫垮壩慘劇，在暴雨後，淮河兩條支流上的水庫大壩漫決，洪水席卷所到之處，一座座村莊蕩然無存，下游的分洪區無法吸納大量洪水，堤壩也紛紛倒塌，形成一個近160（100英里）長的湖泊，1100萬人受災，8萬多人死亡:400。

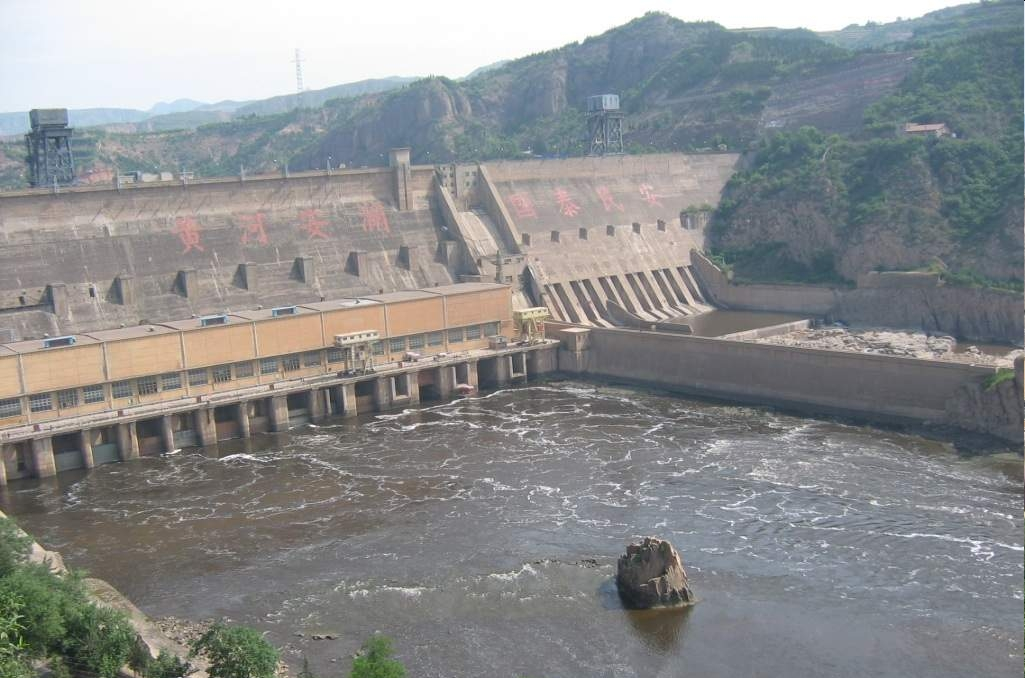
三門峽水利樞紐

1954—1955年的黃河治理計劃目標宏大，在黃河榦流、支流及黃土高原的溝壑中，修建大大小小的水庫，以達到防洪、灌溉、發電和治沙的目的。1957年，黃河三門峽大壩開工建設:154、204，三門峽工程成為黨具有戰天鬥地能力的強而有力的象徵符號。1961年底，三門峽大壩發生嚴重問題，泥沙淤積的速度遠大於預期，由於水庫減緩了上游的流速，泥沙開始在上游淤積:220、217。大壩位於渭河匯入黃河之後的河段，1962年投入運作，渭河下游兩岸數十萬畝的農田被淹沒，近30萬農民被安置到西部較貧瘠的地區。在水庫中，黃河泥沙迅速淤積，造成發電機組無法運作，並進一步向上游堵塞了渭河，導致西安一帶洪水泛濫:399，渭水排水能力降低，直接威脅西安城的安全。結果決定在雨季洪水季節，導流閘口全部打開，泄流洪水高峰，這樣黃河下游地區再次面臨洪水和泥沙的威脅，黃河清的夢想破滅:218，大壩最終變得千瘡百孔，對防洪和發電都幾乎沒有什麼價值:399。
中國大陸許多湖泊和池塘都已消失，需要國家建設人工水庫來蓄積雨水和灌溉農田:398。由於黃河中上游興建大型水庫，上游、中游和下游都進行大規模的水資源開發利用，缺乏蓄水、引水的統一協調，加上天氣乾旱，從1990年開始，黃河每年都發生斷流:264、262。由於農業、工業和城市的用水需求增加，引起黃河水量大為減少，流速減慢，河中泥沙堆積速度加快，1990年代，泥沙大約有90%沉積在華北平原上的河床中，河水斷流時，則100%的泥沙都會堆積在河床裏。黃河下游形成「懸河」，在開封附近，河床比周圍平原高出10公尺:9-10。黃河斷流的日數逐年增加，1997年達到136天，乾涸的河床達到距離入海口700多公里的地方，臨近河南鄭州。在1980年代，淮河的四個主要支流每年都發生斷流，平均斷流時間為200天。河水斷流導致入海口地區環境惡化，泥沙堆積加劇，海水倒灌，供水中斷:262-263、265。為了修復三門峽大壩的失誤，政府於三門峽下游約130公里處的小浪底建造另一座大壩，於2000年投入運作，透過調水調沙的程序，有效地減少了黃河下游的沉積物，黃河自1999年後亦沒有再斷流:187。長江三峽工程於2009年完成水庫蓄水，被中華人民共和國政府視作利用水資源的最高成就，三峽大壩建於宜昌市西部，高度超過180（600英尺），寬2.4（1.5英里），形成世界最大的水庫，工程目的是為長江流域防洪，並為華中4億居民供電。三峽工程卻造成野生動物棲息地破碎化和物種損失等環境問題，當地大型食肉動物都已消亡，白鱘也已經滅絕:404-405。
1950年代，人們在洞庭湖進行大規模的圍湖運動，水域面積大為縮減，最高時達每年200平方公里以上。1958年後圍墾活動停止，但因湖中泥沙急劇淤積，情形依舊惡化:96。大躍進運動亦鼓勵在洞庭湖和鄱陽湖等地區填湖和填濕地造田:212。1985年洞庭湖全部水域不及明代初年的七分一，也不及1932年的一半。1950年代的毀湖造田，並不限於洞庭湖，而是遍及整個江漢平原，破壞力之大史無前例。在湖北省，1950年代初期尚有1066個湖泊，水域面積1250萬畝，到1977年已填掉740個湖泊，水域面積減少72%；至1985年，則只殘存192個湖泊:96-97。

### 水資源問題
中國大陸面臨水資源短缺和不平衡，華北和華南水資源有重大差別，華北平原的河水年徑流量僅佔全國的6%，而耕地則佔全國的41%；而中國大陸的淡水只有世界淡水供應的6%:1。華北平原在古代曾有過數以百計的湖泊和沼澤，到1980年代時只剩下20個。在清代中期，位於北京南面的皇家圍場還有5個大湖，到今天已全都消失。在華北平原，由於水庫蓄水灌溉能力不足，自1960年代起，國家在華北各地開鑿機井抽取地下水:318、402。黃河在1970年代初斷流，地表水供應緊張，人們轉而大量開採地下水。自1978年改革開放時期起，中國大陸加速利用水資源:225、2，到1985年，電力機井數目已接近70萬眼，進入21世紀，機井增至360萬眼。但這種灌溉增加了土壤中的鹽分含量，在1980年代初就造成「土壤鹽漬化」問題。水資源短缺在華北仍是嚴重問題，河流日漸乾涸，湖泊不斷縮小，甚至無法支持魚類生存，黃河的入海年徑流量日漸變小，經常出現長達800（500英里）的斷流，一些地區地下水位已降至地表以下90米:402-403。
在20世紀後半葉，華北地區隨著灌溉的推廣，尤其是管井灌溉的使用，地下水水位降低，土壤鹽碱化程度加劇，環境進一步退化:3。中華人民共和國政府開展了水利建設運動，水澆地從1947年的1600萬公頃驟升至1977年的4500萬公頃，從1960年代至1980年代，一直是掠奪性利用地表水資源進行灌溉，華北平原面臨地表水幾近枯竭的困境，於是通過大規模抽取地下水以保持農業的發展。政府引進並推廣小型水泵抽水技術:13、231，這種高強度的地下水資源開採是不可持續的。在華北平原的西部地區，淺表地下水水位從1950年代的大約1公尺，下降到1980年代的20多公尺、1990年代的30公尺。而灌溉渠道發生滲透，失去大量的水，進一步抬高附近地下水位，缺水問題變得更加嚴重:253、216。至2009年，過度使用地下水導致4萬多平方公里的土地下沉:63。
為解決華北水源短缺問題，中國大陸實施南水北調水利工程，於2002年批准建設，計劃通過三條線把水從南方引到西北和華北平原，將用50年時間建成:288-289。這是世界史上最大規模的水利工程，通過東、中、西三線將長江流域的水資源抽調輸送到北方地區，東線主要是利用大運河從江蘇提水北送，中線先從漢江的丹江口水庫調水，長遠則是從長江三峽調水，西線則從青藏高原向黃河上游引水，灌溉當地農田:403。在2011年，南水北調工程開始在東線和中線向中途的一些地方供水。喜馬拉雅山地區受溫度升高影響，更多冰雪融化，在源頭上擴大水流量，但就長遠來看，冰雪融化量會下降，黃河流域等地進一步加劇水短缺:293、306。

### 污染
在1980年代後期和1990年代，中央政府鼓勵鄉村工業發展，鄉鎮企業相繼成立。儘管中華人民共和國已制定廣泛的環境法規，目的在於控制污染，但政府將經濟發展放在首位，環境法規很少實施，結果鄉鎮企業變成嚴重的污染源頭:286。在21世紀初，中國大陸成為污染最嚴重的經濟體之一:349，世界30個污染嚴重的城市中，中國大陸佔了20個，酸雨影響到中國大陸1/3的土地。據估計，在2000年代為環境污染和惡化所付出的代價，每年佔國民生產總值的8%—12%:17、22。

#### 水質
在1980—1990年代，中國大陸高速工業化，但因缺乏監管，工廠公然把污水排入河中，造成嚴重環境災害:401。鄉鎮企業的工業生產用水粗放，水資源利用效率低，排放大量污染物。絕大多數鄉鎮企業的污水都沒有經過處理，直接排放到湖泊和河流。2002年，中國大陸620億噸污水僅有24%經過處理:260。保守估計，鄉鎮企業每年排放超過100億噸的廢水:66。水源傳播的疾病是導致5歲以下兒童死亡的頭號殺手。即使地方企業在中央政府壓力下安裝了污水控制設備，但其後的設備維護投入往往就沒有下文。在農村地區，有5億人飲用的是被污染的水:261、285、305，不少居民都感染並死於那些工業產生和傳播的致癌物，全國形成600多個「癌症村」:368。由於農業生產不斷擴大使用無機化肥，水資源惡化日益加劇。氮肥的消費量從1998年的2.865萬億克，增長到2008年的24.8萬億克，污染了地表水與地下水，流進河流、湖泊和池塘裏的氮，佔全部氮肥的2%—5%:258-259。煤礦開採後的廢渣露天丟棄在地上，有毒有害成份逐漸向地下滲透，亦污染水源:417。
淮河是中國大陸污染最嚴重的河流:8，污水在水庫裏聚集，濃度越來越高:401。在淮河上游，地方官員不斷打開大壩的閘門，讓污水排入下游，毒害下游的農作物與魚類。由於沿河建造了4000多座水庫，限制了淮河的排污能力，導致問題更為嚴重，沿岸很多地區河水都不能飲用。2001年7月，淮河平原發生環境災難，淮河支流因暴雨降下，將900多億公升嚴重污染的水排入淮河，河水充斥垃圾，泛著黃色泡沫，漂浮死魚。這次事件使中華人民共和國治淮的努力付諸東流:1-2，兩年後，淮河水質仍不適合飲用或養魚:401。2000年代後期，60%以上的淮河水水質僅達到4級或更糟，不能用來飲用、養魚，甚至達不到工業用水的標準:8。2009年，黃河水系25%的水達不到V類標準（不適合人飲用或農業灌溉）:248。上海的黃浦江中很少生物，河水混和大量化學物質，在暖和的天氣發出臭味:93。2007年，太湖附近的化工廠排放污水，造成湖水氮、磷含量提高和富營養化，出現大面積的藍藻污染，2百萬以上的居民失去他們的飲用水水源:426。

#### 空氣
工業化急速擴張，使中國大陸空氣污染可能是世界上最嚴重的地區:93。在2000年代，世界十大空氣污染最嚴重的城市中，有7個在中國大陸。為了推動工業化發展，中國大陸需要供應大量電力，曾幾乎以每星期一間的速度興建燃煤發電廠。在1989年，中華人民共和國已經超過蘇聯成為世界最大的煤炭生產國，每年燃燒近10億噸煤炭發電。煤炭劣質和未經洗選，造成微粒污染，低效燃燒則排放大量二氧化碳和二氧化硫:415-417。燃煤造成的空氣污染，每年導致數十萬人過早死亡:381，其中包括60多萬個早產兒:18。幸而煤炭佔全國總發電量的比例已從1989年的75%，下降到2015年的63%:387。中國大陸汽車數目激增，2009年時已超越美國，成為全球最大的汽車製造國，在城市增加有害的霧霾，也加速了全球變暖。中國大陸卡車使用的燃油質量非常差，含有大量污染物，在城市各處都可看到這種尾氣微粒的沉積。在2009年，中華人民共和國已超過美國，成為全世界最大的二氧化碳排放國，以及全球變暖的主要貢獻者:420、415-416。近年中華人民共和國在限制溫室氣體排放方面取得進展，2014年，中美兩國達成一項溫室氣體減排的協議:385。為了環保，中國大陸也高速開發油氣混合動力車輛和電動汽車:206。

### 全球暖化
全球氣候變暖使青藏高原的冰川面積減少，學者預測到2100年中國大陸冰川將減少45%以上。冰川融化給新疆的綠州帶來更多的水，讓草原和湖泊當下得以恢復生機，但同時青海湖周邊的河流數目正在減少。氣溫上升和降雨模式的變化，造成西藏進一步荒漠化，過去哺育草原的連綿小雨變成短暫的傾盆大雨，草地開始乾燥起來。氣溫上升使永久凍土層開始融化，以往融雪和降雨會停留在土壤表面濕潤草地，現在則向土壤深層滲透，降低了草地的水位；緩慢推進的沙漠和沙塵暴開始橫掃青藏高原:423-424。

### 生物多樣性
雖然經歷了長期環境退化，中國大陸仍是世界上最具生物多樣性的地區之一，是12個最具有生物多樣性國家的當中一員，境內目前生活著3萬種種子植物，其中1.3萬種生活在雲南，僅次於亞馬遜雨林。中國大陸還有6300種脊椎動物，佔世界總量的14%。然而中國大陸的環境趨於單一化，農業和耕作制度塑造了非常單一化的生態環境:9-10，經濟增長進一步加速了野生動植物種群的枯竭。有將近400個物種面臨滅絕危險，主要因為棲息地破碎化，只在偏遠的西南和東北還保留著少量森林:368、9-10。生物多樣性飽受威脅，全國約有40%的動物、70%—86%的植物物種處於瀕危境地:61。亞洲象只生活在西南最偏遠處，華南虎屬瀕危物種，白鰭豚很可能已滅絕:1。環繞舟山群島的水系原是東海最多產的海洋生態系統之一，主要商業化魚類品種有大黃魚、小黃魚、帶魚和烏賊。在1970年代，以上四種魚類數量都顯示嚴重衰竭跡象。沿海地區工業發展引起的海洋污染，進一步導致魚量下降。1990年代，這些魚類僅佔到總產量的20%，到20世紀末，大小黃魚和烏賊的漁業資源已經崩潰，而帶魚則陷入枯竭境地:13、173。2021年起，長江流域重點水域啟動「十年禁漁」計劃，以確保江內稀有物種得以繁衍。計劃頗有成效，如江豚數量已有所回升，在2024年初，監測到魚類數目達到193種，比2020年時增加了25種。

### 環保政策
1979年，中央政府制定《環境保護法（試行）》，在1989年制定《環境保護法》，訂下環境影響評價、排污費、期限內改善等制度:184。1989年中央政府又成立了國家環境保護局（後來升級為國家環境保護總局及環境保護部），主要負責貫徹執行環境法規，人大則通過很多環境保護法律，但地方政府對這些政令往往沒有貫徹執行。比起環境保護，地方政府更著重創造收入，以便增加稅收，進而獲得獎勵或升遷:430-431。到1990年代，人們開始理解可持續發展、自然的彈性以及與自然力量合作的重要性:130。環保部門集中揭發違法污染的企業，但很多被取締的企業過一段時間又重操故業。污染企業佔政府稅收的大部份時，地方幹部往往不會對污染企業採取嚴格措施；如果環境保護局長採取嚴格措施，其自身地位可能會受威脅，導致對污染企業的處置不徹底:185、191。